# 放送事故
放送事故（ほうそうじこ）とは、放送（ラジオ・テレビ）において、予定された放送を正常に行えない事態を指す。広義に、予定された放送時間内において放送の「品質（媒体の技術的基準に加え、放送のかたち・内容を含む）」を満たさない状態を示す。

## 概要
放送中、以下に分類されるような事故が生じた場合、テレビでは「しばらくお待ち下さい」「長めにお待ち下さい」などのメッセージが表示された静止画（テロップカード）、字幕スーパー、差し替え映像などといった緊急対処用の素材（フィラー）の割り込みが、ラジオでは音楽やアナウンスなどの「緊急割り込み放送」が実施される。復旧後ただちに、あるいは後日お詫び放送が行われ、番組によっては、あらためて振替放送が行われる。
2000年代以降は放送番組中に起きたハプニングや、不謹慎または衝撃的な描写、無分別な言動全般を表す語として「放送事故」を用いる例がある（出演者による揶揄的発言・出版物・インターネットスラングなど）。これらはいずれも放送自体の支障を起こしえないものであり、本項目で説明する放送事故とは関係ない。ただし、生放送などにおいて放送の停止をもたらす重大なハプニングが起きた場合に限り、当然放送事故とみなされる（後述）。
視聴者にとって放送事故は、不満、あるいは笑い話の対象になり、放送事業者や放送局に対する強い抗議の意見につながる。またいわゆる「放送マニア」やそれを取り上げるお宝雑誌編集者には、興味深い話題として扱われる。

### 法制・規定など
放送の「品質」の判断・解釈基準は国や地域、また関係法令、運用体制、放送技術の利用実態により異なる。
日本においては、放送法93条・111条・115条・124条および総務省令放送法施行規則127条・159条に基づき、認定基幹放送事業者、特定地上基幹放送事業者、基幹放送局提供事業者、登録一般放送事業者は、決められた期間（前3者は半年、登録一般放送事業者は1年）ごとに総務大臣（手続き上は、各放送局を管轄する総務省各地方総合通信局）に「放送設備の状況に関する報告」を行わなければならない。報告は書式が定められ、放送の中断をもたらしたすべての事例に関する原因・措置内容などが記録される。総務省においては報告義務のあるこれらの事故を統計上「放送停止事故」または「放送の停止事故」と呼んでいる。
また、これらの4種の放送事業者は放送法113条・122条・137条に基づき、上記に加えて「設備に起因する放送の停止その他の重大な事故であつて総務省令（引用注：放送法施行規則124条・125条・156条・157条）で定めるもの」を起こした場合、総務大臣（手続き上は、各放送局を管轄する総務省各地方総合通信局）への報告が義務付けられている。
放送法施行規則では、放送事業者は「重大な事故」（または「重大事故」）について次の例を報告するべきと定めている。
- 地上基幹放送の親局、または衛星基幹放送が、放送の全部または一部を15分以上停止させた場合（試験放送を除く）
- 地上基幹放送の中継局、または衛星一般放送・有線一般放送が、放送の全部または一部を2時間以上停止させた場合（試験放送を除く）

故意または重大な過失によるもの、すなわち当然防止できた件については、放送法114条・123条・138条に基づき、指導や処分の対象となる。
2021年度の地上系・衛星系放送における停止事故262件のうち、15分未満の放送停止が全体の52パーセントを占めた。重大事故は19件で、全体の7パーセントであった。10時間以上の放送停止は5パーセントであった。
放送法の各条文により、放送事業者は、あらかじめ届け出た「技術基準」に適合している状態を維持している（≒放送があくまで正常である）ことが明確にわかるような配慮が常に求められるため、たとえ放送事故を説明するためであっても、放送事故の様子を再度放送することや、放送事故の意図的な具体的再現は法的に認められない（放送事故の再現例は実例の節で後述）。そのため、放送事故が起きた番組を再度放送する必要がある場合には、該当部分を修正したうえで放送されるほか、テレビドラマあるいは放送制作を紹介する教養番組などにおいて、放送事故を説明する場合は、事故映像を受信した受像機の様子を撮影するなど、慎重に描写されることが多い。

### 分類
原因別の分類
総務省では、統計上以下のように分類している。
- 設備故障 - 放送事業者の以下の設備の故障・不具合による「機械事故」
  - 送信・再送信設備、番組送出設備、中継設備、衛星放送における放送事業用地球局の設備

- 人為的要因 - 放送事業者の番組送出設備などの操作ミス、放送進行上における手違いによる「人為事故」
  - 後述の事例に挙げられる倫理的なトラブルは統計に含まれない。

- 自然災害 - 地震、台風など
- 第三者要因 - 停電・犯罪者による器物損壊などに由来する、不可抗力の事故
- その他

2021年度の地上系・衛星系放送における停止事故のうち、設備故障による事故が35パーセント、自然災害による事故が27パーセント、人為事故が17パーセント、第三者要因による事故が12パーセントを占めた。また、放送事業者自身の対処で復旧した事例は86パーセントで、それ以外の復旧事例は電気事業者・電気通信事業者・番組素材を提供する事業者の復旧によるものだった。
なお、2018年度の地上系・衛星系放送における停止事故では、送信設備が原因の事故のほとんどが機械事故か不可抗力の事故であったのに対し、番組送出設備が原因の事故は、機械事故と人為事故が半々であった。
結果別の分類
- 停波
- 変調異常および無変調
- 不体裁
- 内容違い （放送進行表および番組表にない内容の放送）

後述する実例は、原因別の分類に準じる。結果別の分類は各項目を参照のこと。
近年においては、設備の信頼性が向上した結果、「重大な事故」の報告数は減少傾向にあるものの、地上系の小規模中継局における停止事故が増加傾向にある。また、中波のラジオ放送局を中心に、送信所のような、時宜的な更新が困難な設備の老朽化に起因する停止事故の増加が危惧されている。

### 放送事故ではないもの
- 重大な事件・災害などの発生による急遽の番組変更（報道特別番組、代替番組など）は放送事故に含まない。
  - ただし、番組表にない放送を合理的な事由なく、告知なしに、また意図せずに行った場合は放送事故とみなされる（後述）。
  - また、上記によって編成がイレギュラー化した影響のために起こった技術的なエラーは放送事故とみなされる（後述）。
- 放送の停止に至らない、以下のような軽微なミスは総務省の統計上の放送事故に含まれない。
  - 字幕スーパーの文字の誤り、タイミングの誤り、瞬時の表示不具合
  - 映像・音声素材のタイミングの誤り、瞬時の送出不具合
  - アナウンスの際の誤読
  - 番組進行の不手際

ただし、これらが長時間におよんだり頻出したりすれば、当然放送事故とみなされるため、放送倫理・番組向上機構（BPO）は放送事業者に対し、これらのミスの発生も減らす努力を求めている[11]。また、悪意ある内容の放送素材が混入し、番組基準を重大に逸脱した放送事故として扱われた例がある（後述）。
- いわゆる「NG集番組」などで取り上げられる映像も、あくまでも正常な範囲の放送であり、その番組自体は放送事故として扱われない。
- 古いレコード・フィルム・ビデオテープ、電話リポート、各種中継放送など、低質で乱れた映像・音声を持つ番組素材を放送する場合は、事故として扱われない。このような素材を扱う場合、事前に「素材が古いため、見苦しい（あるいは聞き苦しい）場面がある」という旨のアナウンスを入れるなどの処理がなされる。

### 放送事故とみなされる場合があるもの
- 事実でない報道（誤報）、またはそのように見せかけたフィクションの放送によって、視聴者に誤認や混乱をもたらした場合。
  - 実在の固有名詞を用いたニュース速報テスト用のダミー字幕を誤表示したために、BPOの議題となった例がある[11]。
  - 防災や防犯目的の訓練風景を映像で扱う場合は、「訓練」のテロップを表示するなどの処理を施し、誤解を避けている。
- 音声のみの媒体であるラジオでは、一定時間受信側で復調した場合において聴取できない変調度（音量が小さい、音声周波数が可聴範囲を超えるなど）で放送した場合、無変調事故とみなされる。クラシック音楽・現代音楽や能の放送で、変調度の低い音が継続し、事故となった例がある。
  - これらが紹介される際は、事前アナウンスや字幕などでその旨を伝えることがある。
- 放送事業者があらかじめ放送禁止と定めた表現を行った場合。特に、電波法によって禁じられた形式の放送を行った場合。
  - 電波法106条2項では、遭難の事実がないのに遭難信号を発してはならないと規定されている。このため、楽曲中の効果音としてモールス信号の「SOS」が連続して入っている、「MAYDAY」を連呼している、などの理由で放送事故として扱われた、あるいは事前に放送注意楽曲に指定した[12]例があった[注 2]。
  - 電波法108条では、「わいせつな通信」を発してはならないと規定されている。
- 激しい点滅表現の含まれる番組が「技術的には正常に」放送されたあと、視聴者が光過敏性発作による健康被害を訴える例が複数ある。最大規模のものは1997年12月16日に放送されたテレビアニメの事例で、国際電気通信連合が避けるべき映像表現を申し合わせるガイドライン[13]を策定する事態となった。

## 日本における放送事故の実例と対策
※記述は上記の原因別の分類（機械事故、人為事故、自然災害による事故、その他の不可抗力による事故）に基づく。また、上記の総務省統計の「放送停止事故」にあたらないものも含む。
放送事故の多くは放送時間内において、機器操作を秒単位で、一切の中断が許されず求められるというシステムの形態自体に起因する。工程を分割して時間をかけ撮影、編集、放映を行う映画と違い、放送はリアルタイムに映像と音声を送出しつづけるという性質上（収録番組か生放送番組かにかかわらず）、その工程が番組の種類ごと・時間帯ごとで異なるうえ、放送を行っている間はいわば常に「一発勝負」となる。これは間違い・勘違いを起こす人間の弱点と、必ず壊れる機械の弱点を同時に突く難題である。
運用に関わる設備とスタッフをひとつの「放送システム」として捉え、機械工学、土木工学、電気工学、電子工学、通信工学、情報工学、人間工学（安全工学、信頼性工学）、医学などの広い観点から総合的に検討・対策が行われてきている。結果、常に現場には最先端の技術や手法が投入され、放送システムは改善・改良され続けている。
放送事故は自動車事故などと異なり、それが直接的に人命に影響することはほとんどないが、放送局にとっては高額の経済的損失につながりうる問題である。このため、各放送局内には放送事故対策のための委員会・部署などが設けられており、放送事故をなくすことを最終目標として積極的な取り組みが行われている。
- 事故発生時の迅速な対応のために、各種の監視装置に加えて送信所からの放送内容（オンエアー）を監視員により常時監視している。
- オンエアーと同時にVTRに記録したもの（同録）を保管しており、事故発生時の検証に用いている。
- 主調整室からの直接監視が困難な中継局などでは、サービスエリアに在住する者に監視を委託し、事故発生時には速やかに送信局と連絡を取り合う体制がとられている。

### 機械事故

#### ラジオの送信設備・中継設備の故障による機械事故
| 日時                     | 放送局              | 番組 | 備考 |
| ------------------------ | ------------------- | --- | --- |
| 2007年9月10日 午後       | - ラジオ大阪        | | 1時間ほど停波。原因は堺ラジオ送信所内の電源設備が老朽化し、ヒューズが破損したため。 |
| 2012年10月22日 未明      | - TBSラジオ         | - 『林原めぐみのTokyo Boogie Night』                                                                       | 番組冒頭において『今晩は 吉永小百合です』が約40秒ほど誤放送された。機材トラブルによるものと発表されているが、局は「詳しい原因は調査中」とした。 |
| 2018年6月18日 9時30分頃  | - RKBラジオ         | | 9時30分頃から17時30分頃までの約8時間、AM波での放送が中断した。原因は和白ラジオ放送所の送信機とアンテナを接続するケーブルの不具合とされる。 |
| 2021年7月11日 16時22分   | JFN系列             | - 『ももいろクローバーZのSUZUKI ハッピー・クローバー!』 - 『NISSAN あ、安部礼司 ～ beyond the average ～』 | TOKYO FMをキー局とする全国ネット番組。上記1本目の番組を放送中の16時22分頃、キー局であるTOKYO FMを除くネット受け各局でネットワーク放送設備のシステムトラブルが発生し、一時無音になったあと、1本目番組の終了時刻までフィラー音源が流れる事態となった。スポット広告や『JFNニュース』は問題なく放送されたが、17時の時報広告が無音になり、2本目の番組でも冒頭数分間フィラー音源が流れたりするなど、40分近くにわたって影響が出た。番組が放送できなかった地域では、再放送で対応したほか、radikoタイムフリー配信枠にTOKYO FM放送分を当てはめる対応をとった。 |
| 2021年9月12日 17時30分頃 | - 横手かまくらFM    | | 17時30分頃から21時頃までにかけ、音声が聞き取れないほど低調になったり、無音になったりした。原因はコーデック（音声符号化）機器の故障。 |
| 2022年3月9日 13時48分    | - FM802 - FM COCOLO | | FM放送が無音に、radikoも同時に放送受信トラブルである旨のアナウンスを交えたフィラー音源に切り替わる状態が続いた。その後15時に合わせradiko側が優先的に復帰し、FM COCOLOでは該当時間帯の番組『Wonder Garden』を担当する池田なみ子が、FM802では『THE NAKAJIMA HIROTO SHOW 802 RADIO MASTERS』を担当する中島ヒロトがそれぞれ機械トラブルによる送信不具合であった事を知らせ、その後追ってFM波も復旧した。両局は1局2波制度により、FM802が運営しており、同社は「システムの不具合と考えている」と説明している。                                               |
| 2024年11月5日 1時        | - ラジオ関西        | - 『JUNK 伊集院光 深夜の馬鹿力』                                                                           | 1時から37分間、番組制作局であるTBSラジオ側の中継機器の障害により、該当番組がラジオ関西に送出されないトラブルが発生した。TBSラジオ並びにラジオ関西以外のネット局では正常に放送された。 |

#### ラジオの番組・広告送出設備の故障による機械事故
| 日時                   | 放送局                         | 番組                                                                          | 備考 |
| ---------------------- | ------------------------------ | ----------------------------------------------------------------------------- | --- |
| 2010年3月29日 0時1分頃 | - TOKYO FM                     | - 『渡辺貞夫 Nightly Yours』 - 『天才ピアニスト横山幸雄のピアノでめぐり逢い』 | 0時1分頃、放送用電源に障害が発生して放送が中断。0時40分までの約40分間、フィラー対応もなされない無音状態の放送となった。当該番組はそれぞれ3月30日19時30分、4月5日0時30分に再放送された。 |
| 2012年6月3日           | - HBCラジオ                    | - 『大泉洋のサンサンサンデー』                                                | 送信機器の故障により、放送途中で音声が途切れ無音になる事態が発生。番組自体はしばらくして再開されたが、中断前の場面からではなくオープニングから再度放送されるなどのトラブルが続いた。番組終了後に番組およびHBCラジオ公式サイトにおいてお詫びが掲載された後、6日後の6月9日に同日21時からの「ラジ魂!!」を短縮する形で再放送が行われた。 |
| 2020年1月27日          | - エフエム岩手                 | - 『アクセル』                                                                | 箱番組の『Honda Smile Mission』終了後の8時19分頃から同番組終了の8時43分頃までの間放送が停波し、無音状態が続いた。原因は機器の不調とのこと。 |
| 2021年12月7日          | - KNBラジオ                    |                                                                               | 同日14時8分頃からAM放送とワイドFM放送共に無音になるトラブルが発生し、地上波は約15分間、radikoは約1時間、この状態が続いた。番組と広告を切り替える設備でトラブルが発生し、電波に音声を乗せられない状態になったとしている。 |
| 2022年9月9日           | - エフエム仙台                 |                                                                               | 同日14時43分頃に無音状態になるトラブルが発生し、その20秒後に音楽が流れ、15時から番組内容を一部変更した上で再開し、15時35分頃に復旧した。同局によると、スタジオから音声を中継する装置に不具合が発生したのが原因としている。 |
| 2022年11月8日          | - ジャパンエフエムネットワーク | - 『Otona no Radio Alexandria』                                               | 番組を生放送しているスタジオの音声調整機材の電源にトラブルが生じ、12時12分00秒から無音となり、12時12分51秒以降番組の終了時刻まで約43分間、フィラー音楽（インストゥルメンタルBGM）を流す対応をとった。影響はInterFMを始めとする同番組をネットしていた全国24局すべてに及んだ。                                                         |

#### テレビの送信設備・中継設備の故障による機械事故
| 日時                        | 放送局                                                                           | 番組 | 備考 |
| --------------------------- | -------------------------------------------------------------------------------- | --- | --- |
| 1977年7月1日                | - TBSテレビ                                                                      | - 『赤い激流』 | 番組開始直後、画面が真っ黒になり、そのまま約20分間音声しか出ない状態となった。原因は東京タワーの送信系統の故障。一部世帯では同時間帯にフジテレビで放送中だった映画『ロザリー 残酷な美少女』が割りこんだ。この他局混入の原因は電波障害とみられている。当該回は関東地区のみ、同年7月3日の午後に再放送された。                                                           |
| 1978年2月25日               | 関東地方の全局                                                                   | | 正午前より、東京タワーの電源が故障し、同所から広域放送をおこなっていたNHKと民間放送の全局が、最短で約10秒間・最長で約10分間停波した。ひとつの放送区域において影響が全局におよんだ事故はこれが初。 |
| 2008年1月16日 3時40分       | - 日本海テレビ                                                                   | | 3時40分の放送終了後、松江中継局の受信機の動作を遠隔操作で確認していたところ、うち1台に不具合が発生。手動による回復を試みるも、4時40分の放送開始までに復旧が間に合わず、3番組が休止となり、放送開始は通常の1時間40分後、4番組目の途中からとなった。 |
| 2010年8月24日               | - BSデジタル放送 全チャンネル                                                    | | 14時21分ごろから約13分間、BSデジタル放送の全チャンネルとBSアナログ放送NHK BS2が停波、予備の衛星に切り替えて放送を再開した。放送衛星の姿勢が崩れたことが原因。 |
| 2014年10月28日 22時41分59秒 | - 東海テレビ                                                                     | - 『素敵な選TAXI』 | 22時41分59秒から22時52分51秒までの間、画面が映らなくなった。送信機の部品不具合により、電波が停止したためとみられている。予備の回線へ切り替えることにより復旧した。 |
| 2015年3月7日 18時50分       | - スカチャン0                                                                    | - 『湘南ベルマーレ×浦和レッズ』 | 18時50分から19時32分にかけ、中継回線トラブルのため放送が中断した。「現地からの回線が乱れております。しばらくお待ちください」の文字表示がキックオフ時刻を過ぎても続き、前半27分に正常な放送が再開された。現地映像の収録は問題なく行われており、当日23時より再放送が行われた。                                                                                          |
| 2016年5月24日               | ANN・JNN局- 新潟県域 - 長野県域 - 山梨県域                                       | - 『マツコの知らない世界』 - 『世界の村で発見!こんなところに日本人』                                                                   | 新潟県（新潟テレビ21・新潟放送）・長野県（長野朝日放送・信越放送）・山梨県（テレビ山梨）において、21時35分ごろ、画面が真っ暗になり「しばらくお待ちください」の静止画やお天気カメラなどのフィラーに切り替わった。21時54分ごろから放送が再開された。複数の放送局にまたがる大規模な放送事故となった原因は、NTTコミュニケーションズの通信設備が故障したためとされている。 |
| 2018年1月8日                | - 東海テレビ                                                                     | - 『めざましテレビ』 - 『情報プレゼンター とくダネ!』                                                                                  | 『めざましテレビ』終盤の7時58分02秒から次番組『情報プレゼンター とくダネ!』序盤の8時3分42秒までの約5分40秒までの間、放送が一時中断された。当日同局は公式ウェブサイトにてトラブルの原因は送信機器の故障によるものと報告した。 |
| 2018年9月23日               | - ミヤギテレビ - 広島テレビ - 日本海テレビ - 長崎国際テレビ - くまもと県民テレビ | 『上沼・高田のクギズケ!』 | ネット局8局のうち上記の5局で、放送開始時刻の11時40分ごろから映像や音声が中断した。うち広島テレビでは約20分間の中断となった。各局では静止画像などで対応した。キー局の読売テレビによれば、番組を5局へ送るための「通信事業者の中継回線」の不具合が原因。 |
| 2020年11月21日 21時12分頃   | - FBCテレビ                                                                      | 『SMBC日本シリーズ2020 第1戦福岡ソフトバンクホークス対読売ジャイアンツ』 など                                                          | 21時12分頃より放送が断続的に中断し、「しばらくお待ちください」などのメッセージが表示されたり、画面が黒くなるなどのトラブルが発生。約1時間後に復旧したが、日本シリーズの次枠で放送されたドラマ「七人の秘書」では途中で番組が終了するなどのトラブルが続いた。「システムトラブル等」が原因としている。                                                                   |
| 2020年12月29日 22時28分     | - BSデジタル放送の 一部チャンネル                                                | | 22時28分から22時39分頃にかけて、BSデジタル放送の一部チャンネル（BS1ch、BS3ch、BS19ch、BS21ch、BS23ch）が停波した。 |
| 2021年4月26日               | - テレビ宮崎                                                                     | 『バイキングMORE』 | 13時42分頃から断続的に映像が乱れ、「UMKの放送機器障害により、一部の視聴環境で放送が乱れていますことをおわびいたします」と字幕が表示された。1時間余り経った15時過ぎに復旧。宮崎市田野町の鰐塚山にある送信所の放送機器障害が原因とみられ、同社は「視聴者に長時間迷惑を掛けて申し訳ない。詳しい原因を調査し、再発防止に努める」としている。                              |
| 2021年7月18日               | - チバテレ                                                                       | 『夏の高校野球千葉大会 千葉黎明対中央学院』                                                                                            | 中継の途中で映像と音声が断片的に途切れたり、ブロックノイズが発生したりして、視聴困難になる事態が発生した。千葉テレビは放送システムの不具合によるトラブルとしている。 |
| 2021年7月25日               | - NHK総合テレビ                                                                  | 『東京オリンピック・スケートボード男子ストリート決勝』                                                                                 | 中継の途中で画面が二重になったり、カラーバーのような縦線が表示されたりする状態が約2分間続いた。同局広報部によると、この中継はオリンピック放送機構（OBS）が制作しており、OBSが送出した国際映像にトラブルがあったとしている。再放送では画面の乱れがないものに差し替えを実施した。                                                                                       |
| 2022年1月1日 18時39分       | - 北海道テレビ                                                                   | - 『芸能人格付けチェック!2022お正月スペシャル』 - 『相棒 season20 元日スペシャル』                                                     | 18時39分頃から23時7分までの約4時間半にわたり、空知総合振興局管内の大半の地域で歌志内中継局（歌志内市）の放送機器の故障により視聴困難となる事態が発生した。 |
| 2023年5月28日 8時50分       | - 北海道テレビ                                                                   | - 『ひろがるスカイ!プリキュア』 - 『仮面ライダーギーツ』 - 『王様戦隊キングオージャー』 - 『題名のない音楽会』 - 『人生100年の歩み方』 | 8時50分から10時55分までの2時間5分にわたって、オホーツク地方の18市町村で視聴困難となった。 |
| 2023年6月8日 未明           | - とちぎテレビ                                                                   | - 『化物語』 - 『【推しの子】』 | 放送機器の不具合による映像の乱れが断続的に発生した。 |
| 2024年2月4日 12時43分       | - 四国放送                                                                       | | 放送設備の分配器が故障したため、約33分にわたって、放送エリアである徳島県全域で放送が中断した。 |
| 2024年5月25日 21時5分       | - とちぎテレビ                                                                   | - 『黒執事』寄宿学校編 - 『鬼滅の刃』柱稽古編 - など                                                                                   | 一部の中継局において、放送機器の故障が発生し、栃木県内の一部地域において、約3時間にわたる受信障害が発生した。 |
| 2024年9月1日 11時42分頃     | - NHK BS - J SPORTS 3                                                            | - メジャーリーグ中継 「ダイヤモンドバックス対ドジャース」                                                                              | 中継映像が一時停止するトラブルがあった。現地放送局での映像障害が原因とみられている。 |
| 2024年10月24日 6時頃        | - 山梨放送                                                                       | - 『ZIP!』 - 『DayDay.』 | 都留市にある中継局において、放送機器の故障が発生し、都留市と大月市、上野原市で10時過ぎまで断続的に受信障害が発生した。 |
| 2025年1月20日 10時50分頃    | - 北海道テレビ                                                                   | | 約2時間にわたって、室蘭市と登別市の一部地域で受信障害が発生した。 |
| 2025年3月4日 20時38分       | - スカパー! (東経110度CSデジタル放送）                                           | | 20時38分から22時11分までの間、JCSAT-110A衛星のトラブルにより、放送サービスが一時停止した。 |

#### テレビの番組・広告送出設備の故障による機械事故
| 日時                       | 放送局                                                                              | 番組 | 備考 |
| -------------------------- | ----------------------------------------------------------------------------------- | --- | --- |
| 1988年1月3日               | TBS系列                                                                             | - 『新春特別ロードショー』 | 本編映像と広告の放送順序の混乱が起き、1枠目の広告より後に流れるはずの本編部分を本編枠の冒頭から流してしまった。その後、本来放送すべき映像が割り込み状態で流れはじめたが、再び1枠目の広告より後に流れるはずの本編部分に戻り、その後は正常に放送された。 |
| 1989年3月18日 20時52分10秒 | フジテレビ系列                                                                      | - 『オレたちひょうきん族』 - 『ゴールデン洋画劇場 ダーティハリー3』 - など | 『オレたちひょうきん族』エンディング途中の20時52分10秒ごろ、自動番組制御装置（APC）の制御コンピューターが故障。画面がノイズ混じりの黒一色になり、音声も出なくなる事態が発生。スポットニュースおよび天気予報が放送できなくなり、後番組の『ゴールデン洋画劇場』開始時刻を過ぎた21時04分ごろに映像のみ復旧したものの、色味の不調や、放送内容と無関係の文字表示の混入などが残る不鮮明な映像がしばらく続いた。この間、事故発生時の緊急用素材への差し替えもできない状態であった。音声の復旧はさらに時間を要し、ブザーのような雑音が断続的に流れたのち、21時17分52秒ごろには音声が回復するものの映像がふたたび不鮮明となり、放送が正常化したのは21時19分ごろとなった。お詫びの字幕スーパーを挿入した。この事態はネット送りにも及んだため、ネット各局ではクラシック音楽、漫才番組などの緊急用素材を流すなどでしのいだ。キー局のフジに当日23時までに300件超の苦情の電話が寄せられたのをはじめ、ネット各局へは苦情による電話が「回線がパンクした」ほど寄せられたという。この事故は翌日の各新聞でも大きく報道されるなど重大な出来事としてとらえられた。『ダーティハリー3』は同年同月31日未明にあらためて振替放送された。『ひょうきん族』の視聴率が低迷していた中（この年の10月で終了）、同番組終了後の当該の時間帯は復旧まで長引いたこともあり、高視聴率を獲得したという。 |
| 1990年11月8日              | テレビ朝日系列                                                                      | - 『ハーイあっこです』 | 送出局の大阪・朝日放送に何らかのトラブルが起き、広告と次回予告を切り替える際に空白画面になり、その後「しばらくお待ち下さい」と表示された。その影響で次回予告以降がずれ込み、エンディングが途中でカットされた。 |
| 2004年2月15日              | テレビ朝日系列                                                                      | - 『かいけつゾロリ』 | オープニングの開始と同時に黒画面になり「しばらくお待ち下さい」の画面が表示され、オープニングが約33秒ほど欠落した。送出局のメ〜テレでは放送事故が発生しなかった。 |
| 2004年3月22日              | - テレビ東京系列                                                                    | - 『B-伝説! バトルビーダマン』 | 送出局のテレビ東京では直前に放送された『ハローキッズ』の直後の広告が静止したまま数分間放送されるなど、トラブルが続出していた。放送開始時間の18時になっても『B-伝説! バトルビーダマン』の放送が始まらず、直前の広告の静止画が放送されたあと、この時間の放送予定ではない『田舎に泊まろう!』が開始した（同年2月29日放送分の再放送が翌日に予定されていた）。その後「しばらくお待ちください」の画面、次いで環境映像へと切り替わり、18時5分に『B-伝説! バトルビーダマン』が途中から開始した。テレビ東京では前日の3月21日に深夜放送を休止してメンテナンスを行い、この日から地上デジタル放送に対応した新マスターでの運用を開始したが、この新マスターが何らかのトラブルを起こしたものとされている。ネット局では18時以降に同様の事故が発生した。 |
| 2004年9月7日               | - 朝日放送                                                                          | - 『上沼恵美子のおしゃべりクッキング』 | テレビ朝日系列全国ネットのうち、朝日放送での放送において番組途中にテープが早送りになった。番組は5分間ほど中断（この間「しばらくお待ちください」と表示して対応）、広告から再開し冒頭から再度放送されたが、改めて本編が放送される前にテープIDと思われる黒背景に「R-2 上沼恵美子のおし」の文字が放送された。番組は収録素材による物であり、順にカラーバー、テープID、本編となっていた。 |
| 2006年6月1日               | - 大分放送                                                                          | - 『新キッズ・ウォー2』 | 第4話を放送中の13時40分ごろ、音声が流れなくなる事態が発生。広告は正常であったが、本編では音声がまったく出なかった。15分ほどで復旧したものの番組の半分以上が無音だったため翌日再放送された。この日更新・運用開始した主調整室（マスター）の設備トラブルが原因とされる。 |
| 2007年8月15日              | - テレビ宮崎                                                                        | - 『ONE PIECE』 - などローカル枠および、複数の広告枠 | 『ONE PIECE』放送中の15時47分20秒、シーンの一部を映したまま映像が静止し、16時台の『セクシーボイスアンドロボ』の枠まで約1時間そのままの状態となった。番組の送出は16時52分に復旧したものの、ローカル広告が放送できない状態が続いた。『UMKスーパーニュース』内の『スーパーニュース』任意ネットパートである17時台は、広告の部分を「しばらくおまちください」の静止画で対応し、18時台の全国パートまでの広告枠では、放送される広告の一部の静止画が挿入された。また、18時台ローカルパートについて広告は一切挿入されず、ステーションブレイク枠のスポットCMはすべて公共広告などに差し替えられた。19時ごろまでに手動操作によるバックアップ態勢となり、番組の送出はほぼ正常化したものの、20時54分と21時54分の『UMKニュース』において提供クレジットが表示されず、広告も不完全であるなど、混乱が続いた。22時52分に全面復旧。事故に関するUMKへの問い合わせは電話だけでも約600件にのぼった。UMKは同年9月28日付で、原因の公表を含む放送事故に関する最終報告書を九州総合通信局に提出した。報告書によると事故原因は、番組の送出に関わる信号を制御する機器である「1BUSリモコン」の内部部品不備によってプログラム制御に誤りが起き、放送設備の制御系統におけるLAN回線が異常をきたしたため。対策として1BUSリモコンのソフトウェア改修、システムにおける緊急用の迂回路の追加、放送局と機器メーカーとの連絡体制の緊密化などの対策を施した。九州総合通信局は同年10月3日に行政指導・臨時検査を実施した。 |
| 2008年7月24日              | - CBCテレビ                                                                         | - 『イタズラなKiss』 | この日発生した岩手県沿岸北部地震の影響により『JNN報道特別番組』が急遽編成された影響による事故。前枠の番組がL字画面処理で放映されたあと、15分間報道特番を放送し、『イタズラなKiss』第16話が15分繰り下げで放送されるよう編成されていたが、報道特番の途中で『イタズラなKiss』がたびたび割り込む不体裁な形となった。報道特番終わり、この番組の繰り延べ開始時刻となっても、提供クレジットのテロップ画面が広告中に出るなど、終始混乱した放送となった。 |
| 2009年8月6日               | 日本テレビ系列                                                                      | - 『おもいッきりDON!』 | 通常はエンディングで『おもいッきりDON!』の出演者が恒例のポーズを決めたあとに『情報ライブ ミヤネ屋』の予告が入る場面であったが、その映像に移行せず、恒例のポーズのまま画面がフリーズし、カタカタという音とともに微動した。デジタル放送とアナログ放送で状況が異なり、アナログではこのほか画面が真っ白になりながら、端から段々と黒いノイズが浸食した。 |
| 2011年7月1日               | フジテレビ系列5局- 関西テレビ - 東海テレビ、 - テレビ西日本 - 岡山放送 - テレビ長崎 | - 『超ド級!世界のありえない映像列伝』 | 19時57分から1時間短縮版（2時間版とは編集が異なる）の裏送りを受ける一部のネット局にて、各局のローカル番組放送終了後、同番組に切り替えた19時57分から約3分間にわたり、映像が映らなくなる不体裁が発生した。19時から2時間版を放送した局では乱れがなかったことから、フジテレビから5局に映像を送出する際にトラブルが発生したとみられている。 |
| 2011年9月4日               | - TBSテレビ                                                                         | - 『EXILE魂』 | 番組開始時刻の23時から約2分半にわたり、全国ネット局のうちTBSのエリアにおいて黒画面になり視聴できなくなる事態が発生した。事故原因はTBS局内の送出機器の系統の故障で、予備系統に切り替えるまでの時間がかかったことによる。なお、同番組は共同制作局の毎日放送から発信しているため他のネット局では影響がなかった。 |
| 2012年10月23日 21時30分頃  | TBS系列                                                                             | - 『火曜曲!』 | 広告終了後に、映像の停止や音声の途切れが1分20秒程度発生した。その後も広告映像が途切れたり、事故前に放送された場面が繰り返し放送されたりするなどし、放送途中で番組は終了した。この現象はネット局でも発生した。現象に陥った原因は放送データの不具合とみられている。 |
| 2015年1月5日               | - 中京テレビ                                                                        | - 『第93回全国高等学校サッカー選手権大会準々決勝中継日大藤沢×静岡学園』 | 中継番組終盤の15時53分17秒から15時53分54秒までの37秒間と、15時54分30秒から15時57分42秒までの3分12秒間の計3分49秒で、画面が真っ白になったり、「しばらくお待ち下さい」というテロップ画面が表示されたりした。中京テレビはウェブサイトにて「放送進行データ関連のトラブルによるものだった」と報告した。この番組は民間放送43社の共同制作で、中京テレビを含む日本テレビ系列の一部放送局（ほかに日本テレビ、静岡第一テレビなど）と独立局のtvkに向けてネットされたが、このトラブルは中京テレビだけであった。 |
| 2018年1月15日              | テレビ朝日系列                                                                      | - 『ワイド!スクランブル』 | 第1部の冒頭（10:25頃）から音声が2分あまりにわたって途切れるトラブルがあった。いったん音声が復旧したが、その後も音声が途切れたりスタッフの声などが聞こえたりするなどのトラブルが続いた。さらにテレビ朝日のみ10:29頃の広告入りになっても広告が放送されず、30秒ほどしてから広告に入った（なお、当時テレビ朝日以外で10:25 - 10:30枠をネットしていた朝日放送・メ〜テレでは正常なタイミングで広告入りした）。 |
| 2018年7月1日               | - 熊本朝日放送                                                                      | - 『千鳥の路地裏探訪』 - などローカル枠 | 14時50分ごろから約1時間40分にわたり、放送が断続的に中断するトラブルが発生した。同局によると20秒近く画面が黒くなり、放送が途切れ始めた。緊急用の風景映像を使うなどして対処し、16時半ごろに復旧した。放送機器の不具合が原因と推定されている。 |
| 2019年 6月24日-25日        | - 毎日放送                                                                          | - 『痛快!明石家電視台』 | 当初放送を予定していた回に出演していた出演者が不祥事を起こして所属事務所より謹慎処分となった為、別の回の再放送に差し替えることを発表していたが、23時56分に放送が始まるとその再放送の回に差し変わらず、当初放送予定の回が5分39秒間そのまま放送された。送出を監視していた社員が不具合に気付き、25日0時1分39秒頃に手動操作で再放送回に切り替え、その後は番組終了まで再放送回が流れた。正常化ののち、0時29分45秒から30分2秒まで「番組の放送中に一部不体裁がありましたことを お詫び申し上げます（引用ママ）」とのスーパーを送出した。毎日放送は同日にプレスリリースを出し、原因について、本来自動切り替えがなされるはずの自動番組制御装置（APC）の制御データの切り替えが正常に作動せず、切り替えが済んだ放送素材サーバ（データサーバ、DS）と放送運行データが異なった状態が生じたためと発表した。 |
| 2020年5月13日              | - 南海放送                                                                          | - 『News Ch.4』 | 18時25分頃に音声が出なくなるトラブルが発生。18時30分頃の中間広告は正常な状態で流れたものの、広告明けの特集コーナーの映像の音声が出ないなどの異常が続いた。その後もトラブルが収まらないため、18時35分頃、編成上は『News Ch.4』のままで日本テレビからの映像（『news every.』18時台関東ローカルパート）にカットイン。「every.特集」の途中から「きょうコレ」が終わる18時57分頃まで臨時ネットした（「きょうコレ」は通常時も『News Ch.4』のコーナー扱いで同時ネットしている）。副調整室の不具合が原因とみられる。 |
| 2022年2月17日              | NHK総合 （近畿地方のみ）                                                            | - 『ニュースウオッチ9』 | 北京オリンピック中継のため21時13分開始の繰り下げ放送となったこの日、近畿地方のみ大阪放送局の番組送出設備の不具合により、番組開始時刻になっても大阪府・兵庫県での前枠番組『ニュース845〜関西のニュースと気象情報〜』のエンディングでの大阪市内の天気カメラ映像が数分間延々と流れるトラブルがあった。21時13分まで府県域ニュースを放送していた京都局・大津局・奈良局・和歌山局でも府県域ニュースが終了し大阪局から回線で送られてくる映像に切り替わった際同様に大阪市内の天気カメラ映像が映し出された。21時16分頃になりようやく近畿全域で放送センター（東京）送出の映像に切り替わったが、その後もリアルタイム字幕放送や二ヶ国語放送に対応しないなどのトラブルが続いた。 |
| 2022年2月21日              | - NHK総合                                                                           | - 『ニュース・気象情報（15時 - ）』 | ニュース送出設備のソフトウェア不具合により、放送できないトラブルが発生。バックアップ機能も作動しなかったことから当該時間帯はミニ番組数本に差し替えられた。さらに、関東甲信越地方では15時7分から3分間の首都圏局制作の関東甲信越ブロックニュースも同様の理由により放送できず、当該時間帯は『カラーでよみがえる東京』に差し替えられた（その他の地域では通常通り各地域の拠点局の制作によるローカルニュースが放送された）。 |
| 2022年8月6日               | - NHK総合                                                                           | - 『ライブ・エール2022 2部』 | 事前収録のVTRを放送している途中で機材トラブルが発生し、映像が10秒間そのまま停止するトラブルが発生。該当コーナーがそのまま打ち切られた。 |
| 2024年6月2日               | - TBSテレビ                                                                         | - 『「バース・デイ」特別編 バレーボールネーションズリーグ福岡ラウンド開幕SP』 | VTRの放送途中で音声のみが途切れ、映像のみが流れ続けるトラブルが1分以上続いた。 |
| 2024年7月23日              | - テレビ朝日 - BS朝日                                                               | - 『報道ステーション』 - 『パリオリンピック応援宣言』 - 『世界の車窓から』 - 『ロンドンハーツ』 - 『証言者バラエティ アンタウォッチマン!』 （以上テレビ朝日） - 『「マイナビオールスターゲーム2024」第1戦』 - 『ウチ、“断捨離”しました!』 - 『バナナマン日村が歩く! ウォーキングのひむ太郎』 - 『迷宮グルメ 異郷の駅前食堂』 - 『Mリーグ2023-24～白熱の戦い～』 - など （以上BS朝日） | 22時4分から23時59分までの115分間に渡って、左記2局にて番組やCMを送り出すマスター設備のネットワークに障害が発生し、番組中および番組間のCMが放送できない状態になった。テレビ朝日では番組本編は通常通り放送されたが、『報道ステーション』においては番組終了までCMを一切入れずに生放送を続けることでCMの欠落に対応したため、ネット局では自動番組制御装置（APC）が作動し強制的にCMが流され番組のラスト数分が欠落した。 BS朝日では通常番組の放送もできず、23時過ぎまでは環境映像が流された。その後23時10分ごろから『バナナマン日村が歩く! ウォーキングのひむ太郎』が放送されたが、当初予定していた放送回とは異なる内容を放送したほか、本来CMが入る時間帯はチャンネルロゴ画面が表示されていた。 マスター設備の障害の原因は中性子線が記憶装置に衝突したことで誤作動が起き、ネットワークに大量のデータが流れてサーバー全てが制御不能になったと結論づけられた。テレビ朝日は再発防止策として同様の誤作動が起きた場合に通信を遮断できるようにするなどを講じ、技術局担当取締役が報酬1割を1カ月自主返上したことと併せて公表した。 |
| 2024年7月24日              | - テレビ朝日                                                                        | - 『グッド!モーニング』 | 前日発生の放送機器の不具合の影響により、CMの一部が欠落した。 |
| 2025年1月19日              | - 日本テレビ                                                                        | - 『女子スキージャンプワールドカップ2025 札幌大会』 | 番組が始まった直後の3分間無音で放送された。 |
| 2025年7月14日              | - 朝日放送テレビ                                                                    | - 『大下容子ワイド!スクランブル』 | 11時39分頃から計6分間、断続的に放送が中断するトラブルが発生し、関西地方向けのローカルニュースや一部のCMが放送出来なくなった。朝日放送テレビは放送設備ソフトウェアの不具合によるものと説明している。 |

#### テレビの番組・広告送出設備の仕様による機械事故
| 日時         | 放送局       | 番組             | 備考 |
| ------------ | ------------ | ---------------- | --- |
| 2019年6月8日 | - テレビ東京 | - 『ゴッドタン』 | 本来のスポンサーとは異なる企業広告や提供クレジット字幕を放送してしまうトラブルが発生した。当番組の本来のスポンサーはザ・リーヴ（不動産仲介会社）とRudel（同社のゲームアプリ「ドラゴンエッグ」名義での提供）だったが、当該日の放送ではその2社ではなく花王の提供クレジットが流れ、実際の広告も花王のものが放送された。この日は『ゴッドタン』放送前に全仏オープンテニスの中継を放送していたが、当初の予定時間よりも早く試合が終了した。花王は全仏オープンテニスの提供スポンサーだった事から、差し替え等の調整が間に合わず、止むなく『ゴッドタン』内で放送されたとみられている。 |

#### 機械事故の対策
- 放送設備・回線の並走運用と瞬時切替システムの構築（冗長化）[8]
- 機器・部品の個別改良による稼動信頼性の向上

### 人為事故

#### 操作ミスなどによる例
下記のほか、誤った内容を放送し、直ちに訂正しなかった場合には事故として扱われる場合がある。

##### ラジオの操作ミスなどによる人為事故
- 放送全体が操作ミスなどで停止した例
  - 2005年2月3日 NHK山口放送局 FM放送[114]
    - 9時20分に山口県萩市の萩テレビ・FM中継放送所周辺が停電したのにともない、約29秒間、同放送所周辺の約2万世帯でFM放送が中断した。電力会社が「電線工事のため停電する」と事前連絡したにもかかわらず、萩支局内で情報が共有されず、放送を中断させないための対策が講じられなかったため。なお、同様の中断事故は総合テレビ・教育テレビにも及んだ。

  - 2008年1月10日 新潟放送ラジオ
    - 9時48分頃、放送用電源装置の定期点検中に誤って電源を落としたことから、ラジオで約16分間、テレビで約17分間放送が中断した[115]。

  - 2020年9月19日 五所川原エフエム[116]
    - 4時58分から8時08分の3時間10分にわたり、放送が停止した。原因は、放送設備の設定不備によるもの。
- その他の操作ミス事例
  - 1954年8月27日 日本短波放送[117]
    - 開局日の放送開始直後の事故。オープンリールテープの収録素材を送出しようとしたが、テープが逆回転してしまった。放送運行担当スタッフが、緊張のあまり再生ボタンと巻き戻しボタンを同時に押してしまったのが原因。

  - 2015年6月22日 TOKYO FM 放送休止中の時間帯[118]
    - 2時から放送休止に入ったのち、3時56分4秒より21秒間、本来発表されていない緊急地震速報の音声を誤って送出してしまった。設備点検のスタッフが、送出をオフにして速報音などのテストをする際、誤ってオンのままテストをしてしまったと考えられている。TOKYO FMでは実際に緊急地震速報が発表された場合は、放送休止時間内でも放送することとなっている。

  - 2023年11月14日 道路交通情報通信システム（VICS）[119][120][121]
    - 20時30分頃から大阪府内やその周辺を走行していた自動車のカーナビゲーションシステムに向けて、本来であれば大災害などの際に発信する「緊急メッセージ」が複数回送信された。大阪府警察によると、当時委託業者がシステムの更新作業を行っており、テストの際に誤って該当メッセージを送出してしまったとしている。

##### テレビの操作ミスなどによる人為事故
- 放送全体が操作ミスなどで停止した例
  - 2000年4月19日 テレビ東京『株式ニュース』[122]
    - 番組開始直後の9時40分から9時47分までの7分25秒間、番組の映像が流れず、｢しばらくお待ちください｣のテロップが表示された。テレビ東京は後日行われた放送番組審議会において、社外スタジオの工事関係者が映像信号などを切断したのが原因と説明している。

  - 2005年2月3日 NHK山口放送局 総合テレビ・教育テレビ[114] - 上述。
  - 2007年12月3日 北陸朝日放送『第24回アジア野球選手権中継 日本✕台湾』など
    - 第24回アジア野球選手権大会「日本対台湾」戦の中継全国ネットのうち、北陸朝日放送では、放送延長のデータ入力ミスにより21時54分以降試合終了まで地上デジタル放送では放送が中断され、視聴者は北京五輪出場決定の瞬間を視聴できなかった。約20分ほどで復旧したが、ワンセグでは翌日の放送開始まで視聴できなかった。

  - 2008年1月10日 新潟放送テレビ[115] - 上述。
  - 2012年2月19日 山陰中央テレビ[123][124]
    - 放送開始予定時刻だった4時54分から6時52分までの約2時間、鳥取県鳥取市など、県東中部の約12万5,000世帯で放送が開始しなかった。放送休止中だった2時半ごろから松江市の本社送信所で行っていた機器増設工事の終了後、作業員が中継装置の電源を入れ忘れたのが原因。

  - 2012年5月22日・23日 スカパー!標準画質チャンネル[125]
    - 13時52分頃から、最長では翌日0時31分まで、複数のチャンネルが視聴不能になった。下水道工事の作業員が回線を誤って切断したため。

  - 2016年3月5日 長崎文化放送『ありえへん∞世界』などローカル枠[126][127]
    - 10時48分ごろから「しばらくお待ちください」と表示され、11時32分ごろまで約39分間中断した。事故の原因は、本社社屋で電源工事をしていた外部業者の作業員が、放送機器につながるブレーカーを誤って落としたため。

  - 2020年10月8日 日本テレビ『まもなくダウンタウンDX』[128][129][130][131][132]
    - 21時55分30秒すぎより「ピー」という音（テストトーン）と共に「NETWORK」と書かれたCG映像（読売テレビのネットマーク。本来は中継回線でネット番組のない時間帯やCM中、素材送りの回線で先方の局へ送る素材VTRの前後に表示されるもので、放送には出ない）が1分間ほど表示されたあと、続いて海底の映像などのフィラーが約1分半放送された。原因は同番組の制作・送出局である読売テレビ側のデータ入力に関する人為的なミスによるもので、送出元である読売テレビ（関西地方）では通常通り放送されていた。
    - フィラーのあとは通常のCM放送に戻り、日本テレビの放送エリア（関東地方）では『まもなくダウンタウンDX』は全編が放送されなかったが、22時からの『ダウンタウンDX』の本編自体は予定通り放送された。

  - 2020年12月8日 サンテレビ『騎士竜戦隊リュウソウジャー』[133][134]
    - 7時12分頃と17分頃の2回、誤って番組タイトルなどが書かれたスタッフ確認用の画面が表示され、26分頃には約1分30秒にわたり、画面が真っ暗になった。サンテレビは社員のミスが重なったために発生したトラブルであるとして同局のホームページ上に謝罪文を掲載し、該当番組を翌日7時から再放送する措置を行った。

  - 2021年10月8日 ABCテレビ『やすとものいたって真剣です』[135][136][137]
    - 番組開始直後の0時19分30秒頃から0時35分58秒までの約16分28秒間、番組の映像・音声が乱れ、流れなくなった。まず本社のお天気カメラの映像に切り替わり、数分後に番組が再開されるも、すぐに「しばらくお待ちください」のフィラー画面となって、そのまま9分10秒間放送が停止した。番組は停止した時点から再開し、放送枠も休止していた時間分を拡大する対応が取られたため、本編の欠落はのべ13秒にとどまった。
    - 前日（10月7日）からのテレビ朝日制作『報道ステーション』の臨時延長（7日22時41分頃に発生した千葉県北西部を震源とする地震による）を受け、ABCが本番組をはじめとするローカル枠のレギュラー番組の放送時刻を再設定する際に、放送データの入力を誤ったのが原因。この報道特別番組は一部の地域を除き『アメトーーク!』（テレビ朝日制作。ABCは時差ネット）等を休止してネット受けしていたが、系列局においても『アメトーーク!』のEPGデータが残ったままになるなど、映像・音声以外の部分にも混乱がみられた。

  - 2022年2月20日 青森テレビ『お連れします!新東北～りんごちゃんがあなたをお連れします!～』[138][139]
    - 番組開始直後の16時から18分、該当の番組が流れないトラブルが発生。翌日2月21日に青森テレビのホームページ上に謝罪文を掲載し、該当番組を同月26日14時30分から再放送する措置を行うことを発表した。青森テレビは担当者が番組データの設定をミスしたのが原因としており、該当番組を同時ネットする予定だったIBC岩手放送とテレビユー福島にも影響が生じた。

  - 2022年3月31日 BSJapanext『ジャパネットたかた テレビショッピング（ジャパ得）』[140]
    - テレビショッピング放送途中で映像が一時停止するトラブルが発生した。チャンネルを運営しているジャパネットブロードキャスティングは人為的なミスが原因としており、3日前に発生した放送事故（後述）も踏まえ、「事故を起こさない仕組みづくりをより一層強化し、再発防止に努めてまいります」とのコメントを出した。

  - 2023年12月3日 読売テレビ『日テレNEWS24』[141][142]
    - 番組途中で放送が一時停波するトラブルが発生した。当時、読売テレビの送信所である生駒送信所では送信装置の改修作業を行っており、その作業中のミスにより、出力が一時無信号になったとしている。

  - 2025年2月26日 琉球放送『秘密のケンミンSHOW極』[143][144]
    - 番組途中で放送が一時中断するトラブルが発生した。琉球放送は「データ入力に関する人為的なミスだった」と謝罪した上で該当番組を後日再放送する措置を行った。
- CMの送出自体を操作ミスなどで誤った例
  - 1953年8月28日 日本テレビ 正午の時報[145]
    - 日本初の民放テレビ番組放送が開始したこの日正午、初のテレビCM（精工舎の時報CM）が裏返しに映り、音声も流れないという事態が生じた。「3秒足らずで放送を中止した[146][147]」という定説が長く信じられたが、最後までそのまま放送したことがのちに明らかになった[145]。原因は再生機にフィルムを裏返しにセットしたためで（フィルムのパーフォレーションは長手方向の両側につけられているため逆さまにセットできる）、画像が裏返しとなり光学式サウンドトラック（フィルムの長手方向の片側に、画像コマとは独立に設けられている）が再生ヘッドの上を通らなかったために無音となった[146]。日本初のテレビ放送事故とされる。

  - 2018年10月31日 TBSテレビ『ゴゴスマ -GO GO!Smile!-』[148]
    - 15時25分ごろ、スタジオからCMに入るタイミングで「恐れ入りますが、このまましばらくお待ちください」との静止画が約3分間表示されたあと復旧した。その後、15時47分ごろに「さきほど番組放送中に映像音声が乱れましたことをお詫びいたします」と謝罪するテロップ画面が表示された。TBSは「別の作業のデータが本放送で誤って流れてしまった人為的なミスです。すでに対策はとってあり、今後、このようなことが起きないよう徹底してまいります」とするコメントを出した。この番組は名古屋・CBCテレビの制作で、TBSのほか一部の系列局（北海道放送、静岡放送など）にネットされているが、このトラブルがあったのはTBSのみであった。

  - 2021年6月6日 読売テレビ[149]
    - 深夜に放送する予定だったCM1本（15秒）を放送していなかったことが後日広告主からの指摘で判明し、謝罪した。当初該当CMを放送する予定であった番組が放送休止となったため、別の放送枠にCMを移す必要があったが、管理責任者などがそれらを失念していたのが原因としている。

  - 2022年3月28日 BSJapanext『ALL!V・ファーレン 全力で光れ V・ファーレン長崎 2021年の真実』[150]
    - CM放送枠全4回のうち3回で放送されないトラブルが発生した。チャンネルを運営しているジャパネットブロードキャスティングは人為的なミスが原因としており、「今後はチェック体制を強化し、再発防止に努めてまいります」とのコメントを出した。この放送局は事故発生前日の2022年3月27日に開局したばかりであった[151]。

  - 2024年7月30日 中京テレビ『パリオリンピック「柔道 女子63キロ級・男子81キロ級予選」』[152]
    - 日本テレビからの番組送出終了後にピーという信号音とともに、日本テレビのネットマーク画面が約20秒にわたって、放映されるトラブルが発生した。CMへの切り替えが上手くいかなかったためと推測されている。
- CMの送出タイミングを人為的に誤った例
  - 1995年1月7日 テレビ長崎『幽☆遊☆白書』
    - 最終回のため特別にオープニングテーマ「微笑みの爆弾」がエンディングにフルサイズで流れるという演出であったが、誤ってCMに切り替わってしまい、一部が欠落した。自動番組制御装置（APC）の設定ミスによるものと思われる。

  - 2014年10月13日 TBS系列『キングオブコント2014』
    - 第一回戦のシソンヌ紹介VTRを放送するはずが、誤ってCMが流される事態が発生した。スタッフの操作ミスによりVTRを再生させるボタンとCM移行のボタンを押し間違えたもの。

  - 2022年5月22日 西日本地区のフジテレビ系列『KEIBA BEAT』[153][154]
    - ｢第83回優駿牝馬(オークス)｣を中継していた際に起きた事故。このレースでは発走直前に、5番のサウンドビバーチェが放馬した[注 6]ため、発走が10分以上遅れた。このため、レース後に放映するはずのCMが予定通り放送できず、しばらく中継映像を映した状態となっていた。その後、番組制作元の東海テレビやネット局の関西テレビを始めとする西日本地区のフジネットワーク（FNS）加盟16局が、レースの途中で突如CMを放映した。結局、レースはゴールまで放映できず、エンディングでゴールシーンを放送したのみであった[注 7]。

  - 2025年1月27日 フジテレビ『緊急特報フジテレビ経営陣会見』[155][156]
    - 当日16時からの記者会見を『Live News イット!』番組内からCMなしで放送していたが、21時53分頃にACジャパンのCMが約4秒間流れ、その後記者会見中継に戻った。記者会見が休憩に入ったことに伴い、22時過ぎに一旦スタジオに戻った際にアナウンサーの宮司愛海が謝罪した。
- ローカル局でのCM等の差し替えミスの例
  - 1997年11月17日 広島テレビ『名探偵コナン』
    - 読売テレビから送出された大阪ガスのクレジットを広島県内における日本ガス協会の加盟事業者（広島ガス、福山ガス、因の島ガス）の連名クレジットに差し替える際にミスが発生している。

  - 2003年1月25日 東北放送『機動戦士ガンダムSEED』
    - 本編中の18時21分に突然NTT東日本のCMに切り替わってしまい、本編が約15秒欠落した。この番組のスポンサーはNTT東日本・西日本の連名であるが、送出局の毎日放送では中継回線を通じ、NTT西日本のCMのみが送出されているため、東北放送（宮城県）を含むNTT東日本エリアではNTT東日本のCMに差し替える必要がある。本来差し替えるべき部分にNTT西日本のCMがそのまま流れてしまったことから、自動番組制御装置（APC）の設定ミスにより本編に挿入されたものとみられている。
    - なお、TBSをはじめ、東北放送以外のNTT東日本エリアではこのような問題は発生していなかった。
- 画面アスペクト比を操作ミスなどで誤った例
  - 2008年4月5日（4日深夜）BS11『俗・さよなら絶望先生』[157]
    - 画面アスペクト比16:9の作品だが、誤って4:3で送出したため、画面が左右方向に圧縮されて（画像が縦長になって）放送された。4月12日に正しいアスペクト比での再放送を行った。

  - 2008年6月8日 チバテレビ（地上アナログ放送）『我が家のお稲荷さま。』
    - 通常では、地上アナログ放送の画面比に合わせ、16:9の映像上下に黒帯を付加したレターボックス形式で放送していたが、この日は誤って4:3のアスペクト比で送出されたために、本来の映像の左右が切り取られて放送された。6月23日（22日深夜）に再放送を行った。地上デジタル放送では正常な映像が流れた。

  - 2021年9月15日 テレビ埼玉（地上デジタル放送）『電脳コイル』[158]
    - 第1話の放送であったが、本作品は画面アスペクト比16:9ワイド映像のHD放送で制作されていたところ、当日の放送では画面が左右方向に圧縮され（画像が縦長になって）左右に黒帯を付加され、アスペクト比4:3の状態で誤って放送された（CM枠は通常通り）。翌週9月22日に第1話の再放送を行うことになった。なお、前週までの同時間帯では画面アスペクト比4:3の作品が放送されていた。

  - 2022年1月23日（22日深夜）BSフジ『電脳コイル』[159]
    - 第1話から第6話までを一挙放送した際に前述のテレビ埼玉と同様にアスペクト比変換の不具合により、4:3の状態で放送された。これを受け、BSフジは1月30日と31日の早朝（29日と30日の深夜）に再放送することを公式Twitterにて明らかにした。
- その他の操作ミス事例
  - 1982年1月25日 TBSテレビ 正午前の『JNNニュース』[35]
    - 11時49分頃、突如NHKの番組『名曲アルバム』が10秒間割りこんだ。NTT中継回線の接続ミスとみられている。

  - 2011年11月6日 RKB毎日放送『今日感テレビ日曜版』[160]
    - 番組内で、プロ野球・福岡ソフトバンクホークスのパ・リーグクライマックスシリーズ優勝を祝う特集VTRを放送。そのVTRの中で、放送日前日に福岡 Yahoo!JAPANドーム（現：福岡PayPayドーム）で行われた埼玉西武ライオンズとのファイナルステージ第3戦の延長10回裏・ソフトバンクの長谷川勇也選手の同点タイムリーヒットの実況映像を流していた最中に、『ジャパネットたかたテレビショッピング』の髙田明らの「22番（申込み電話番号の一部）でお願いします」「パソコンにデジカメが付いてなんと100円!」「今すぐお電話下さい」という音声が流れる不体裁が発生した。VTRを再度再生しても同様の音声トラブルが起き、同番組はコーナーを中断した。

  - 2013年4月1日 - 8月19日 NHK名古屋放送局 各番組の気象情報[161]
    - 『NHKニュース おはよう日本』をはじめ、午前中の気象情報で使用される東海地方・北陸地方対象の週間天気予報で、天気予報を偶然見ていた気象予報士が、岐阜県岐阜市と三重県津市の予報が入れ替わって表示されているのを指摘し、発覚した。名古屋地方気象台から受け取るデータを自動反映させる装置の設定誤りが原因。
    - さらにその後、2013年4月1日から1年あまりにわたって長野県長野市の降水確率を愛知県名古屋市と同じ数字で表示していたことも判明した。

  - 2015年9月14日 読売テレビ『ヒルナンデス!』[162][163]
    - 13時49分ごろ、画面が突然日本テレビのネットマーク画面となり、27秒後、2秒間の黒画面を経て阿蘇山の噴火画像が1分11秒間表示された後、「しばらくお待ちください」画面が1分35秒間表示された。読売テレビは公式ホームページ上で視聴者に謝罪した。原因は放送データ上の人為的ミス。

  - 2016年9月12日 関西テレビ『好きな人がいること』[164]
    - この日の放送で、本来流れるはずだった副音声が局の設定ミスにより流れず、同局は謝罪した。

  - 2020年7月3日 NHK総合テレビ『列島ニュース』
    - 番組冒頭の約20秒間、直前に放送されていた14時の全国向け定時ニュースのスタジオの映像が映ったままの状態になり、担当アナウンサーが本番を終え談笑している姿がそのまま放送された（ただし、音声は正常だった）。その後、番組開始から約16分後に進行キャスターが番組冒頭に映像が切り替わらず放送後のスタジオが映し出されたことを謝罪した。なお、これを受けて放送常時同時配信・見逃し番組配信サービス「NHKプラス」における『列島ニュース』のこの日の放送の見逃し配信では、冒頭約20秒間の映像について画面中央に「この映像は配信しておりません」という文字が書かれた一枚絵（蓋かぶせ）に差し替える処理が施された。

  - 2023年3月4日 関西テレビ『R-1グランプリ 2023』[165][166][167]
    - ファーストステージで最初に登場したYes!アキトの点数発表時にこの時点ではまだネタを披露していなかった田津原理音の点数（470点）が一瞬スタジオのモニターに表示された。その後、田津原は実際にファーストステージで470点を獲得し、ファイナルステージに進出したため、インターネット上などで物議を醸すことになった。制作局である関西テレビは番組ホームページで見解を掲載し、その中で前述の点数テロップのトラブルはリハーサル内の動作確認で使用したものであり、仮のデータがシステム上に残っていたことでYes!アキトの点数発表時に制作側の不手際により、誤って表示されたことを明らかにした。また、リハーサル時に入力した点数は偶然によるもので全出場者の点数は審査員の厳正な審査によって出されたものであることも改めて説明し、謝罪した。

  - 2023年12月3日 NHK全チャンネル『特設ニュース』
    - フィリピン・ミンダナオ島付近を震源とする地震による津波注意報が発表された際、0時00分頃に本来は津波警報の際に発出される緊急警報放送が誤って放送され、「津波警報」という字幕が数秒間表示された。同日19時から放送の『NHKニュース7』の番組内で高井正智アナウンサーが謝罪した。

  - 2024年2月29日 読売テレビ『ヒルナンデス!』[168][169][170]
    - 放送時間中に同局報道部にて行われていた訓練にて使用していた架空の地震速報のテロップが誤って放送画面上に表示された。表示から約9分後に訂正とお詫びのテロップを表示した。また、同局の夕方ニュース番組『かんさい情報ネットten.』の番組内でもアナウンサーの黒木千晶が謝罪した。

  - 2024年4月1日 TBSテレビ『ラヴィット!』[171]
    - 番組の途中で朝鮮民主主義人民共和国（北朝鮮）の軍事パレードや朝鮮労働党総書記である金正恩の映像が突然流れた。その後、正常なVTRが流れた後、アナウンサーの田村真子が「本来Jアラート（全国瞬時警報システム）の緊急時などに使用するために準備していた映像が誤って流れた」と説明し、謝罪した。

  - 2024年5月17日 RKB毎日放送『THE TIME,』[172][173]
    - 放送時間中に架空の地震速報のテロップが誤って放送画面上に表示された。同局は『JNNニュース（昼）』の番組内並びに公式サイトにて訂正・謝罪した。

#### 勘違い、認識不足などによる例

##### ラジオの勘違い、認識不足などによる人為事故
- 準備不足のため、放送を行うことができなかった例
  - 1967年2月23日・3月8日 RKCラジオ『RKCニュース』
    - 両日とも、朝6時から10分間のニュース番組を放送する予定であったが、前日から宿直で勤務していた同じ担当アナウンサーがニュース担当の記者と共に寝過ごし、2月23日分では完全に、3月8日分では最初の約5分間が放送されない事態となった。当該アナウンサーは3月8日分において起床直後にスタジオに入り謝罪したが懲戒解雇処分を受け、その後この処分の妥当性をめぐり、当該アナウンサーと高知放送側との間で約10年におよぶ法廷闘争に発展。最高裁まで争った結果、解雇無効の判決が確定する。

  - 2024年9月25日 NHKワールド・ラジオ日本並びにNHKラジオ第2放送『中国語ニュース』[174][175]
    - NHKでは同年8月に放送した同番組において、尖閣諸島（沖縄県）に関する不適切発言があったことから、事前収録に切り替えていた。しかし、同年9月25日に同日分の収録を行った後に翻訳ミスが発覚したが、同番組の放送時間が迫っており、再収録が間に合わなかったことから、前日放送分の再放送を行う事態になった。
- 放送すべき内容を間違えた例
  - 2016年1月8日 FM NORTH WAVE『Anison-R 〜マンガ・アニメ研究部〜』[176]
    - 番組開始時刻の23時00分よりしばらくの間、誤ってひとつ前の番組『ジルデコ FRIDAY SESSION』の音源を放送してしまう放送事故が発生。放送時間中に番組公式Twitterアカウントが事態を謝罪し、後日に当該放送回の再放送を行うとアナウンスした[177][178]。

  - 2021年1月30日 FM NORTH WAVE『Brand New Express』[179][180]
    - 約1時間枠の収録放送。この日は何らかのミスで後半の部分から番組が始まり、収録分を放送しきってしまった22時28分頃に音声が途切れ、約5秒間無音になったあとに緊急時の音楽が流れた[注 8]。同局は2月4日にホームページにて謝罪し、6日22時から未放送部分を含めた再放送を行うことを発表した。

  - 2024年2月8日 J-WAVE『TOKYO M.A.A.D SPIN』[181][182]
    - 誤って翌日9日未明（8日深夜）放送分の音源を8日未明（7日深夜）に放送してしまうトラブルがあった。同局は2月8日に番組公式SNSアカウントにて謝罪した上で、放送予定だった8日未明（7日深夜）分を9日未明（8日深夜）に放送する措置を取った。

  - 2024年4月6日 朝日放送ラジオ『辛坊治郎の万博ラジオ』[183][184]
    - 当日（6日）と翌週（13日）放送分は2週にわたっての放送内容であったことから本来は当日は前編、翌週は後編を放送する予定だった。しかし、当日は誤って後編を放送してしまった。同局は8日に番組公式SNSアカウントにて謝罪した上で、当初放送予定だった前編を13日に放送し、後編についても15日未明（14日深夜）に再放送することを発表した。
- 同じ内容を2回分放送した例
  - 2007年6月21日 JFN系列『SCHOOL OF LOCK!』
    - 22時15分ごろからのコーナー、「GIRLS LOCKS!」（生放送番組内の録音によるコーナー）にて、誤って前々日19日分の放送を流した。一旦この放送をすべて流したあと、本来流されるはずだった21日分の放送を流した。

  - 2008年9月20日 文化放送 『花澤香菜のやっぱりここでいいのかな?』
    - 『A&G 超RADIO SHOW〜アニスパ!〜』内で当時21時代後半に設定されていたフロート番組。同日放送分において、誤って先週（9月13日放送分）の内容を再度放送した。なお、超!A&G+で行われた再放送では正しい内容に差し替えられた。

  - 2019年1月2日 JRN系列など[注 9]『話題のアンテナ 日本全国8時です』
    - 森本毅郎・スタンバイ!の8時00分からの内包コーナー番組。パーソナリティの森本毅郎・遠藤泰子が正月休暇のため休演中、特別企画「あの放送をもう一度」という反響の大きかった回のアンコール放送で、誤って前日にすでに放送した内容（2018年7月5日に放送されたスマート農業に関して取り上げた回）を再度放送してしまった。

##### テレビの勘違い、認識不足などによる人為事故
- 準備不足のため、生放送を行うことができなかった、または完全な形で放送できなかった例
  - 1973年7月29日 TBS系列『時事放談』[185][186]
    - 番組開始時間になってもスタジオから映像が流されず、急遽代わりに短編映画を18分間流し、スタジオからの送出が最後の約10分間になってしまうという放送事故が発生。原因はTBSが制作した予定表のミスで、信越放送（SBC）から送出し、ネット受けをTBSが行う予定であったが、放送3か月前に突如TBS制作・送出に変更した[注 10]にもかかわらず、スタッフのミスで予定表を「信越放送制作」としたまま変更しなかったためである。放送当日になってもスタッフはTBS送出になったことに気づかず、結局、信越放送からの送出はなかった。放送開始時刻の8時30分になってもスタジオの照明はつかず、スタッフもディレクターも現れず、スタジオは暗いままであった。8時すぎに到着していた司会の細川隆元がスタジオに誰もいないことを近くの職員に伝えたところ、TBS局内が大パニックに陥り、結局、カメラマンや照明マンを集め最後の10分間のみ放送した。時事放談はTBSがKRT時代の1957年に開始された長寿番組であり、スタッフの「慣れ」が引き起こした模様である。

  - 2010年7月6日 テレビ大分『カスペ! FNS人気番組対抗!オールスタークイズ』内ローカル枠『TOSニュース』
    - 20時47分ごろ、番組内ローカルニュースでオープニングからスタジオへ切り替えられたとき、ニュースの準備をしている様子が放送された。このときアナウンサーを含めスタッフはオンエアに気づいておらず、直後に「しばらくそのままお待ちください」という音声と静止画が10秒ほど放送され、ニュースが始まったものの放送時間が不足しVTRの途中で終了した。
    - 放送局内では、スタジオや副調整室の時計が動かなくなってもオンエアの開始は主調整室からのタリー、スタジオ・副調整室でのオンエアの監視、自動番組制御装置による放送進行表のリアルタイム表示によって分かるようになっている。さらに主調整室との連絡手段を設けているため、事故が発生しても連絡がなされるといった二重三重の事故対策が講じられている。
    - しかしこの件では、番組素材送出の状況、枠の前後がすべて正常であったこと、テレビ大分ウェブサイトの週間番組表に事故になったニュース枠の記載がないことから、スタッフの放送時刻の認識ミスが事故の発生原因であるとされる。

  - 2012年4月8日 NHK総合『着信御礼!ケータイ大喜利』[187][188]
    - 0時49分ごろ、板尾創路が最後に最優秀賞を発表する際、突如自局の告知映像に切り替わり、そのまま次番組がスタートしてしまった。改編期後の初回の生放送で、この回より放送時間枠が1分短縮されていたがそれに気づかずに番組を構成したため、最後の1分間で放送されるべき部分が放送できなかったとされる。

- 放送すべき内容を間違えた例
  - 2002年9月20日 NHK総合テレビ『連続テレビ小説 さくら』[189][190]
    - 当日8時15分に、誤って翌日（21日）放送分を放送した。原因は放送用テープの取り違えおよび確認ミス。12時45分からの再放送および、BShi・BS2での放送に影響はなかった。総合テレビではニュースおよび、同日12時44分に急遽設けた特設の告知枠でお詫び放送を行ったほか、21日に、本来20日に放送されるはずだった回を含めて2話分連続で放送する対応をとった。担当職員らは2日間出勤停止・減給などの処分を受けた。

  - 2005年3月4日 KBS京都『まじかるカナン』
    - 当日は第9話を放送予定であったが、テープのスタンバイミスにより誤って次の第10話を先行して放送してしまった。一方で、キューシートは第9話のもので進行したために番組パートの不適合が生じ、提供クレジットが遅れて表示されたり、Aパート終了後CMが流れずに画面が暗転し、Bパート開始のアイキャッチ直後に流れたりしてしまった。翌週3月11日に第9話と第10話を連続で放送する措置がなされたほか、お詫びのテロップ画面も表示された。

  - 2011年2月1日 日本テレビ フィラー『日テレNEWS24』
    - 3時51分、日本テレビにてジャンクション終了直後から日テレNEWS24が流れず、黒画面をバックに画面左上のフィラー用の局ロゴおよび時刻表示だけが数分間表示された。その後、4時00分の『Oha!4 NEWS LIVE』（日テレNEWS24制作）開始まで『SOUND STORM』を急遽流した。なお、時刻表示などはまもなく通常表示に切り替えられた。原因は当日1時 - 7時に日テレNEWS24（CS）がメンテナンスのため停波となっていたにもかかわらず、これを失念して日テレNEWS24を編成してしまい、代替のフィラーを事前に用意していなかったことによる。なお、『Oha!4 NEWS LIVE』は予定通り『日テレNEWS24』からの裏送りで問題なく放送された。

  - 2022年1月9日（8日深夜）毎日放送『かぐや様は告らせたい？〜天才たちの恋愛頭脳戦〜』（シリーズ第2期）[191]
    - アニメシリーズ第2期第1話の再放送を行う予定であったが、誤って同アニメシリーズ第1期第1話を放送した。毎日放送は11日付で公表し謝罪するとともに、本来放送予定の第2期第1話の再放送を翌週16日（15日深夜）に改めて放送することを告知した[192]。

  - 2022年10月10日 テレビ東京『絶メシロード』（Season2）[193][194][195]
    - テレビ東京にてSeason2第7話の再放送[注 11]を行う予定であったが、誤ってSeason1の第7話を放送した。テレビ東京は10日付で公表し謝罪するとともに[197]、本来放送予定のSeason2 第7話の再放送を2022年10月14日の10時35分から10時59分に改めて放送することを告知した[197][198]。10月27日のテレビ東京の定例会見でも社長らが謝罪した。それによれば、放送の事前スタンバイをする編成部での情報の行き違いがあったことで、通常の放送の場合、プロデューサーが必ず確認をしているが、今回の場合、再放送だったことで放送内容を確認も無く放送した[199][200][201]。

  - 2023年8月29日 フジテレビ系列『めざましテレビ』内「ちいかわ」
    - この日に放送予定の第95話を飛ばして96話を放送してしまった。めざましテレビはこのことについてTwitter（現:X）上で謝罪し、同じ週の金曜日に95話と96話をまとめて放送することとなった。[202]
- 同じ内容を2回分放送した例
  - 1988年9月3日 テレビ朝日系列『鎧伝サムライトルーパー』[203]
    - 名古屋テレビと同時ネット局において、第17話「明かされた鎧伝説」を2週続けて放送してしまった。
    - 朝日放送の1日早い先行放送（9月2日17:00 - 17:30）[注 12]向けに送出後[注 13]、翌日に同時ネットでそれを放送すべきときに、名古屋テレビの担当者が同時ネットで放送済み（朝日放送が6日遅れネット）と勘違いしたためとされる。翌週「同じ回を流してしまってごめんなさい。これからも、どうか、応援してください。」というテロップ画面によるお詫びが流されたが[注 14]、翌年1月7日放送分の同日早朝の昭和天皇の崩御による1週延期も重なり、全40話の予定であった番組が全39話へと短縮されてしまった。

  - 2019年2月20日 フジテレビ系列『めざましテレビ』内「紙兎ロペ」[204]
    - フジテレビと同時ネット局において、本来は第1567話「ふわとろオムライス」を放送するはずが、第1566話「町案内」を2日続けて放送してしまった。番組の最後に、三宅正治アナウンサーが謝罪した。
- 緊急警報放送表示時に内容を取り違えて表示した例
  - 2022年1月16日 日本BS放送（BS11）「その着せ替え人形は恋をする」
    - 2022年1月15日に発生した「2022年のフンガ・トンガ噴火」に伴い、日本時間翌16日0時15分に気象庁が津波警報・津波注意報並びに緊急警報放送を発出。この津波警報・津波注意報に伴いBS11では同16日0時16分頃、画面に「地震情報」として字幕表示を実施するが、その内容が「6時8分頃地震がありました／この地震による津波の心配はありません／この地震について、緊急地震速報を発表しています／震度4以上が観測された地域は次のとおりです／震度5強　小笠原」と同年1月4日に発生した地震に関する情報を誤って送出した。なお、同0時17分頃から、津波警報・津波注意報に関する日本地図を画面に重ねて放送を実施した。

#### 放送倫理に抵触する例
この事例は、多くは放送の停止に至らないため、総務省の統計上に現れず、重大なハプニングともみなされるが、放送倫理（放送法5条に定められた、あらかじめ自主公表された番組基準の逸脱）や経営の問題に関わるため、放送事故として扱われる場合がある。
下記のほか、放送禁止用語を放送し、直ちに訂正しなかった場合には事故として扱われる場合がある。

##### ラジオの放送倫理に抵触する人為事故
- 1952年8月29日 文化放送『昼の演芸』[205]
  - この日は「立体落語」と題し、鶯春亭梅橋作の新作落語『あゝ世は夢かマボロシか』をラジオドラマ仕立てで放送していた。12時30分頃、「国技館で開催中のサーカスからゴリラが四谷方面へ脱走した」という場面の表現の際、実際に用いられる臨時ニュースのチャイムを鳴らし、アナウンサー役に実際の局アナ・佐藤利彦を起用したため、ニュースを本物と信じた多数の聴取者が、ほかの放送局や上野動物園などに電話で問い合わせたほか、放送内容を承知していない自局のスタッフが報道部に駆け込むなど、広くパニックを引き起こした。事態を重く見た文化放送は同日16時、17時、18時の3回、お詫びのアナウンスを放送。番組プロデューサーが譴責処分を受けたほか、業界内で報道に関する表現方法の転用に関する番組基準が厳格化された。
- 1998年5月15日 AIR-G'『GOLGO』
  - 19時から1時間放送される生放送番組終了間際の19時51分頃、パーソナリティーの大泉洋・安田顕（TEAM NACS）の両者が学生リーグのアメリカンフットボール選手に拉致されるという演出が行われた。これは、AIR-G'と関わりが深いテレビ局であるHTB『水曜どうでしょう』の企画（「十勝二十番勝負」）によるものであったが、演出の過程で数十秒間に渡りラジオを無音にする副次的な現実の放送事故を引き起こしたほか、実際に事件が発生したと信じた視聴者からの問い合わせが殺到した。直後に同テレビ番組の出演者兼構成作家の鈴井貴之が飛び入り出演し放送上で事情を説明したが、エフエム北海道・HTBの両社に苦情が寄せられた。この一部始終は『水曜どうでしょう』1998年5月27日放送回（同企画の第一夜）にて放送されたが、再放送版の『どうでしょうリターンズ』には当該演出の部分がカットされ、『水曜どうでしょうClassic』では企画自体が欠番。DVD版に収録された程度であった。

##### テレビの放送倫理に抵触する人為事故
- 1980年2月10日 静岡放送 未明の放送休止時間帯[206][207][208]
  - 2月9日分の編成を終え、放送を休止していた2時15分頃から約10分間、テストパターン（カラーバー）を流していた画面が突然切り替わり、洋物のポルノ・ビデオ[注 15]が放送された。原因は放送実施局運行部（当時）の男性技術職員が主調整室でポルノ映画のビデオテープを個人的に観賞していた際、機器の操作を誤ったためである。
  - 職員は当初、機械室のモニターでテープを鑑賞しようとしたが、十分な画質が得られないとして、主調整室に移って鑑賞していた。その際に誤って緊急速報発出のスイッチを押してしまったことで、カラーバーが中断し、主調整室側で再生していたテープの内容がそのまま放送された。たまたま事故時に静岡放送を視聴していた主婦から局へ苦情の問い合わせがあったことで問題が発覚した（さらに一部視聴者は静岡県警察に通報していた）。局はこの技術社員を自宅謹慎にしたのち、懲戒解雇としたほか、運行部長が1か月の停職処分、社長を含む役員も3か月の減給にするなどの懲戒処分を行った。
- 2000年12月31日 日本テレビ系列『進ぬ!電波少年 いけ年こい年世紀越えスペシャル』[209]
  - 意図的に2分時計を早め、21世紀へのカウントダウンをフライングした。出演者と視聴者を巻き込んだドッキリ企画として行われたものだが、出演者も混乱していたため視聴者に充分な説明がなされず、日本テレビには多くの非難が殺到した（なお、日本テレビ側では番組スタッフへの厳重注意を行ったうえで、『進ぬ!電波少年』内で謝罪する内容のテロップ画面を流す対応を取った）。
  - 大原則として、放送番組進行は備えつけの正確な時計に従って行われなければならず（法定）、特に実時刻にかかわる放送内容について「不具合」があるとただちに視聴者に混乱を与え、場合によっては実害を生じさせる恐れがあることから、その「誤り」は本来の放送事故として扱われる（ラジオ放送で現在時刻のアナウンスを間違えた場合、ただちに訂正するのはこのため）。
  - 加えて、歴史的な21世紀へのカウントダウンをいわゆる「お笑い」のネタにすることは倫理的にも疑問視され、この件は放送倫理・番組向上機構（BPO）でも問題となった[209]。この件は当時、放送におけるさまざまな規制にあえて挑戦した演出が過ぎた一例として扱われ、以降こういった内容は改めて放送禁止の対象として、放送業界内で確認されることになった。
- 2003年6月29日 フジテレビ系列『FNS27時間テレビ みんなのうた』[210]
  - 前日28日18時から放送していた生放送の長時間特別番組。日付をまたいだ29日深夜帯のコーナー「さんま・中居の今夜も眠れない」放送中の2時18分頃、東京のスタジオにいたコーナー司会者・明石家さんまと中居正広（SMAP）が中継先の笑福亭鶴瓶を呼び出した際、布団で寝ていたパンツ姿の鶴瓶がパンツをずり下げた状態で起き上がり、男性器を露出してしまった。鶴瓶とともにいたココリコ（遠藤章造・田中直樹）らが座布団などで隠そうとしたほか、カメラマンがとっさにレンズを鶴瓶の顔にズームアップさせたものの、約1秒間露呈した状態になった。ただちにCMが入れられ、コーナー終了後の3時37分に高島彩（当時フジテレビアナウンサー）が視聴者に謝罪した。抗議の電話が約150件に達し、フジテレビ広報部も「ハプニングとはいえ、視聴者に不快な映像が流れてしまい、心からおわびします」との謝罪コメントを出した。
  - 鶴瓶が中継先の地元住人と酒を飲み交わして泥酔し、中継開始までそのまま熟睡しており、寝ぼけていたためとみられている。中継制作現場がそのような状況を許したことや、副調整室が中継現場の状況をスイッチ前に把握できるにもかかわらず対応しなかったことにより、重大な事故となった。
  - 鶴瓶は1975年[210]にも、東京12チャンネル (現・テレビ東京) の生放送番組『独占!男の時間』で数度局部を露出している[211]。
  - のちに鶴瓶はフジテレビに対して謝罪している。なお、鶴瓶は事故後の2005年に同番組の総合司会を務めており、この時は金属製の貞操帯を装備して出演するという、本件を意識した演出も行われた。
- 2011年8月4日 東海テレビ『ぴーかんテレビ』
  - 生放送の情報番組。11時03分、岩手県産「ひとめぼれ」プレゼント当選者発表において「怪しいお米 セシウムさん」「汚染されたお米 セシウムさん」という字幕が23秒間にわたり放送された[212]。リハーサル用の字幕を誤って放送したと発表された（当該項目で詳述）が、放送局のモラルを問う社会問題に発展した。
- 2023年12月31日 フジテレビ系列『大みそか列島縦断LIVE景気満開テレビ2023』[213]
  - 東京都内の銭湯の中継に画面が切り替わった際に、男湯の浴室から脱衣所がガラスのドア越しに見える形で映り、その際に男性客の下半身が一瞬映り込む形になった。すぐに画面が切り替わり、山本賢太フジテレビアナウンサーが「映像を間違えてしまいました。ごめんなさい」と謝罪し、そのまま中継は続いたが、中継後に三上真奈フジテレビアナウンサーが「先ほどの中継で一部、不適切な映像が流れました。おわびいたします」と謝罪した。

#### 人為事故の対策
- 番組制作・編成作業、放送進行作業、連絡体制、回線業務のシステム化、合理化
  - 複数人による同一作業実施と確認。短時間交代制の実施。
- 機器の操作性などの改良
  - VTRなどの記憶媒体の導入・改良による編集時間の創出。
  - 自動番組制御装置、CMバンクシステム（民間放送局）、遅延送出システム（生放送番組）などの導入と改良。

### 気象・自然災害が原因となった事故

#### ラジオの気象・自然災害が原因となった事故
- 大火災による例
  - 1955年10月1日 新潟放送
    - 新潟大火を報じる報道特別番組を放送していたが、局が入居していた百貨店の建物への延焼が見込まれたため、4時35分に本社からの放送を中断。1分後、あらかじめ送信所に設置した臨時スタジオから放送を再開した。
- 落雷による例
  - 1997年9月16日 AM KOBE558（現・ラジオ関西）
    - 同日20時半頃、親局送信所である淡路送信所（558kHz）の2本の送信用鉄塔のうち、北側の鉄塔に落雷があり停波した。当日はプロ野球巨人対横浜戦が放送されていた。一方、1395kHzの但馬放送局（JOCE）には影響はなく、野球中継の放送が続けられた。その後、淡路送信所の電波は断続的に送信と停波が発生するなど不安定な状態が続いたため、放送終了後に本州の本社よりフェリーで技術職員が入港し応急補修工事が始まった。放送休止中に何度か試験音楽を流して調整を行い、翌日17日午前5時より通常放送を再開した。

  - 2008年8月14日 広島FM・FMちゅーピー[214]
    - 同日6時30分ごろ、広島市南区黄金山の広島FMおよびFMちゅーピーの黄金山送信所に落雷し、放送が中断。FMちゅーピーは9時40分に、広島FMは11時20分に放送を再開した。広島県には当時、雷注意報が発表されていた。

  - 2008年8月29日 FMびゅー[215]
    - 6時25分頃、FM放送が利用しているNTT専用線に飛雷したことによって、NTT室蘭交換局舎内のユニットが故障し、演奏所から送信所へ放送が送れなくなり放送が停止した。当時、室蘭市がある胆振地方に大雨洪水警報が発令されていた上、早朝の時間に発生した事故の為、NTTの担当者と連絡が付かず、緊急機材で応急措置を取り、9時10分頃に放送再開した。なお、FMびゅーの設備自体には、落雷の影響は無かった。

  - 2018年7月29日 MBSラジオ[216]
    - 3時33分頃、平成30年台風第12号の影響で毎日放送高石ラジオ送信所に落雷があり、同送信所からの中波AM放送が停止した。落雷による放送停止は同社が1951年にラジオ放送を開始して以来初めて。4時30分頃から6時10分頃まで大阪市のMBS本社にある予備送信所から代替放送した（通常より小さい1キロワットの出力で送信されたため、電波は大阪市内と北摂地域周辺にしか届かなかったとみられる）。なおワイドFM放送や、radikoでの配信に異常はなかった。

  - 2021年7月28日 - 7月29日 FM NACK5『FAV FOUR』『Music Freeway』『三浦翔平 It's 翔 time』『松井咲子の気になる子さん』『斉藤朱夏 しゅかラジ!』など[217]
    - 20時7分頃から翌29日1時3分頃まで、飯盛峠送信所からのFM波（79.5MHz）が停電のために停止。この間はradiko（インターネット）のみの送出となった[218]。事故発生当時、埼玉県には激しい雷が発生しており、日高市にある「東京電力パワーグリッド中東京変電所」に落雷・出火した[219]ためと見られる。
- 強風その他の荒天による例
  - 2019年9月9日 ニッポン放送[220]
    - 令和元年房総半島台風（台風15号）の影響による停電（基幹送電線が張られていた鉄塔が暴風を受けて倒壊し、電線が切れた）で、ニッポン放送木更津送信所から送信できなくなり、足立送信所からの予備送信に切り替えられたが、その間35秒ほどAM放送が停波するトラブルが発生した。ワイドFM放送（東京スカイツリーから送出）およびradikoでのサイマル放送には影響がなかった。

  - 2020年10月9日 ラジオ関西『ネイビーズアフロのレディGO!HYOGO』『小野坂・秦の8年つづくラジオ』『バナナマンのバナナムーンGOLD』[221]
    - 上記1本目の番組を放送中の23時13分40秒、AM放送が無音になる不体裁が発生し、3本目の番組途中の翌日1時30分23秒までの約2時間16分43秒間、正常な放送が送出できなかった。原因は、2020年台風14号接近にともなう強風のためにAM送信所の電力が瞬停し、さらに、緊急時に電力を供給するための無停電電源装置が、復電の際に故障したため。なおワイドFM放送や、radikoでの配信に異常はなかった。
- 地震・津波による例
  - 1964年6月16日 新潟放送
    - 新潟地震により、停電および、演奏所と送信所をつなぐ有線回線の切断が発生。ラジオは約2時間中断、テレビも1時間15分にわたって放送が停止した。

  - 1968年5月16日 青森放送[222]
    - 十勝沖地震により、県内全域が停電した事に加え、青森本社と八戸放送局の局舎や送信施設に被害が生じたため、八戸テレビ中継局は9時50分から14時15分までの4時間25分停波した。なお、八戸テレビ中継局以外でも、八戸ラジオ放送局は9時50分から10時07分までの17分間、青森テレビ送信所は9時50分から10時20分までの30分間、青森ラジオ送信所は9時50分25秒から9時51分30秒までの1分05秒の間、それぞれ停波した。

  - 2011年3月11日 ラジオ福島[223]
    - 東北地方太平洋沖地震（東日本大震災）が発生。ラジオ福島では演奏所から原町送信所への回線が電話線・光ファイバーともに切れたため、福島県浜通り地方で放送が一時不可能となった。

  - 2022年3月17日 ラジオ福島[224]
    - 前日（2022年3月16日）夜に発生した福島県沖地震により、郡山ラジオ中継局の送信機が故障したため、一部地域でFM補完放送（ワイドFM）の送信が一時できなくなった。なお、AM放送やradikoでの配信に影響は無かった。

  - 2024年1月4日 NHK金沢放送局、北陸放送[225][226]
    - 2024年1月1日夕方に発生した令和6年能登半島地震に伴う停電や非常用電源の燃料切れにより、輪島市と能登町の一部地域でAM放送やFM放送（ワイドFMを含む）の送信が出来なくなった。なお、輪島町野中継局では、この地震の影響により、NHKは2日11時30分頃から24日まで、約700世帯へのFM放送の送信が出来なくなった[227]。

#### テレビの気象・自然災害が原因となった事故
- 落雷による例
  - 2005年11月8日 青森放送[228]
    - 同日20時頃、五所川原市の甲州川山にある青森放送（RABテレビ）五所川原中継局の機器が落雷の影響で故障し、北西津軽地域の広範囲で視聴できなくなった（同地にあるNHK青森放送局には影響が無かった）。約2時間後の22時前に復旧したが、視聴率が高い時間帯に発生した事故であったため、青森放送には問い合わせ等が相次いだ。

  - 2008年8月14日 中国放送[214]
    - 6時30分ごろ、広島市南区黄金山の中国放送黄金山送信所（アナログテレビジョン放送親局）で、「落雷によるものと考えられる事故」（中国放送発表）が発生。広島県には当時、雷注意報が発表されていた。受電設備だけでなく、バックアップのための自家用発電設備が焼損したため、広島県西部および北部の約90万世帯でアナログテレビジョン放送が完全にストップした。福山市など県東部向けの送信バッテリーは生きていたが、9時5分ごろにはそれも切れ、県内全域で視聴できなくなった。約5時間後の11時20分に放送を再開した。

  - 2017年1月13日 新潟県上越地方のNHK地上波各チャンネル
    - 上越市・妙高市で同日8時7分から12時19分までNHK総合・Eテレが見られなくなる事故が発生。未明に発生した落雷が原因とみられる。

  - 2018年1月10日 - 11日 石川テレビ放送、北陸放送[229][230]
    - 石川県金沢市の石川テレビ本社敷地内にある北陸放送・石川テレビ共用の金沢観音堂テレビジョン放送所送信塔で、落雷が原因とみられるケーブル火災が発生。この影響で加賀地区を中心に、石川テレビは18時40分ごろから、北陸放送は19時すぎから放送が不能となった。翌11日10時30分ごろに仮設アンテナが設置され、金沢市やその周辺など受信不能地域の一部で放送が復旧した。放送再開まで約15時間を要し、重大事故（親局における15分超の放送停止事故）の報告が義務付けられるようになった改正放送法の施行（2011年）以降、特定地上基幹放送事業者の重大事故としては最長となった。
    - 当初の仮アンテナの送信出力は通常の20分の1である50ワット[231]であったが、事故2日後の1月12日には90ワットに増力され[232]、18日早朝までに事故前と同じ出力である1キロワットに復旧[233]したものの、地理状況により一部で受信できない場合があった。8月1日に総務省北陸総合通信局が立ち入り検査をし、事故前と同レベルに復旧したことを確認した[234]。
- 強風その他の荒天による例
  - 1990年10月28日 フジテレビ系列『'90国際親善パリ駅伝』中継[235][236]
    - 現地の天候が悪かったため、映像が大幅に乱れ、予定していた中継時間の3割弱程度しか放映できなかった。
    - フジテレビ番組広報部によると、悪天候のため映像を中継するヘリコプターを番組開始時に飛ばすことができず、30分後に飛行させたもののスタートやゴールなど7か所の固定カメラからの映像以外はほとんどが乱れ続けた。このためフジテレビでは急遽番組の内容を一部変更し、固定カメラで走者をとらえることのできない時間帯の一部で過去の大会のビデオを流し、ゲストのレーサー・鈴木亜久里と司会者とのトークを交えながら番組を進行させた。
    - 日曜のゴールデンタイムに生中継を期待していた視聴者からは、フジテレビへの苦情や問い合わせが殺到した（翌29日の産経新聞朝刊によると、番組放送時間帯だけでも1,454本もの電話があったという）。
- 豪雨・洪水による例
  - 2005年9月11日 フジテレビ『スーパー競馬』[要出典]
    - 豪雨により音声中継装置に異常が発生、15時00分のオープニング直後からCMに入るまでの間、福原直英アナウンサーをはじめとする出演者の音声（第10競走の実況音声を含む）が流れなくなった。
- 豪雪による例
  - 2009年1月10日 - 11日 青森朝日放送[237][238]
    - 2009年1月10日12時55分ごろ、階上町鳥谷部地区で、雪の重みによって倒木が発生し、高圧線が切れた。このため青森朝日放送八戸中継局のメイン電源が停電。バックアップの非常用発電機に切り替えられたが、そこに強風が当たったことで、放熱ができなくなって故障したため、10日14時6分[239]から翌日0時56分まで約11時間、アナログ・デジタルともに放送が中断した（中継局はABA単独施設のため、ほかのチャンネルに影響はなかった）。事故発生時、中継局がある三八地方には暴風雪警報が発表されており、復旧作業が進められなかったことで放送再開が遅れた。

  - 2009年4月27日 HBCテレビ、札幌テレビ、北海道文化放送、北海道テレビの各アナログ放送[240]
    - 同日1時30分頃から9時20分頃まで約8時間、広尾町および大樹町の約6000世帯で、民放4社[注 16]のアナログテレビ放送が中断した。雪の重みで木が、広尾中継局につながる高圧線に倒れかかったためにショートが起き、送電が途絶えたため。
- 地震・津波による例
  - 1964年6月16日 新潟放送 - 上述。
  - 2011年3月11日 東日本放送
    - 東北地方太平洋沖地震（東日本大震災）が発生。東日本放送はただちに自家発電に切り替わったが、発電機が燃料切れで停止。アナログ・デジタルともに一時停波した。停波中、ネットワーク局のテレビ朝日への情報発信は局舎前に設置された山形テレビの中継車経由で続けられた。

  - 2018年9月6日 北海道テレビ[241]
    - 北海道胆振東部地震が発生。北海道テレビはただちに自家発電に切り替わったが、一時11分20秒にわたって停波するトラブルが発生した。

  - 2024年1月4日 NHK金沢放送局、北陸放送、石川テレビ放送、テレビ金沢、北陸朝日放送[225][226]
    - 2024年1月1日夕方に発生した令和6年能登半島地震に伴う停電や非常用電源の燃料切れにより、輪島市と能登町の一部地域でテレビ放送の送信が出来なくなった。なお、輪島町野中継局では、この地震の影響により、NHKは2日11時30分頃から24日まで、約700世帯へのテレビ放送の送信が出来なくなった[227]。

#### 気象・自然災害による事故の対策
- 送信所、送信鉄塔などの災害対策、予備電源の確保[8]

### その他の不可抗力などが原因となった事故
電波ジャックによる事例は、当該項目参照。

#### ラジオの不可抗力等による事故
- 2020年9月28日 bayfm『YAMAMAN presents MUSIC SALAD FROM U-kari STUDIO』[242]
  - 10時過ぎより、千葉県佐倉市・八千代市全域および、印西市と四街道市の一部で、最大5時間にわたって停電した。このため、佐倉市ユーカリが丘のユーカリプラザ1階にあるbayfmサテライトスタジオ「U-kari STUDIO」が使用不能となり、通常同所から公開放送を行っている『MUSIC SALAD』は急遽、千葉市の本社スタジオからの放送に切り替えられた。停電の原因は送電線のトラブルとみられている[243]。

#### テレビの不可抗力等による事故
- 1957年8月18日 日本テレビ『日本意外史』[244][245]
  - 新宿コマ劇場からの生中継舞台コメディ番組。本番中に舞台上部の照明付近から火災が発生し、上演が中断。放送内容は消火までの様子の実況中継に変更された。なお、従業員がすみやかに屋内消火栓を利用したため、火はほどなくして消し止められ、観客の避難誘導も行われなかった（前列の観客が後方に移動した程度）。また、この火災は、家で放送を見ていた視聴者（非番の消防職員）による通報が第1報であった。
- 1969年5月5日 CBCテレビ『この街は この風は』など[246] 
  - 同日14時頃、CBC放送会館において、空調工事を起因とした、テレビ主調整室が焼ける火災が発生。14時45分頃には電源焼損などのため放送会館から番組を送出することができなくなり、約1時間17分停波したのち、16時すぎ、名古屋テレビ塔に中継車をつなぎ、キー局からの回線を送る形で放送を再開した。火災は同日23時50分頃に鎮火し、翌日から正常な放送を再開させた。CBCはラジオも兼営しているが、ラジオでは局員避難のために臨時にフィラーを放送した時間帯はあったものの、放送中断はしなかった。
- 複数例 TBS系列『8時だョ!全員集合』
  - 1977年5月14日放送の探検隊コントの途中、ピストルの火花が小道具の蛇に着火し炎上。ステージ上の消火器ですぐに消し止められ負傷者もなかったが、会場の取手市民会館の火災報知器が鳴る。加藤茶がとっさにアドリブを使い、いかりや長介もこれに合わせて凌いだが、その時点でコントは打ち切り。その直後のCMを挟んでゲスト歌手による音楽を2曲連続で流すという不規則な番組構成となった。本番直前に油性塗料のスプレーで蛇の塗装を施したため、ピストルの火花がまだ乾燥しきっていない塗料に引火したのが原因であった[247]。
  - 1984年6月16日の公開生放送の開始直前に、会場の入間市民会館が停電し、照明が消えるという事態が起きた。停電となったのは入間市民会館内の電源のみで、カメラやマイクなどの放送機材には会場外の中継用電源車から電力が供給されていたため、完全に放送不能になる事態だけは回避され、画面が真っ暗なまま中継を決行。「しばらくお待ちください」の静止画を出したままのトークや、懐中電灯を用いてのゲスト紹介などで放送を繋いだ。20時9分ごろに停電は一部復旧し、いかりや長介がいつもの「8時だョ!」ではなく「8時9分半だョ!」のかけ声をかけたあと、放送を再開。エンディングでは電源の不備について謝罪する内容の字幕を出した。
    - 入間市民会館周辺のほかの世帯は停電とならなかった。原因は事前に行われる観覧の抽選に外れて入場できなかった者が、腹いせにブレーカーを落としたという説もあるが、未だ判明していない[248]。
    - この一件が公会堂や市民会館からの中継放送の安全面に危惧を及ぼし、以降同番組の収録はTBSのGスタジオ中心に変更される一因になったとされる（その後、番組は同年12月1日に入間市民会館から再度中継を実施している）。
- 1980年7月27日 兵庫県内の民間放送5局[249]
  - 神戸市、明石市、高砂市などで、NHKを除く全チャンネルが突然映らなくなる事態となった。原因は北淡垂水中継局の送電線に大きなヘビが絡みついてショートしたことによるもので、約2時間後に復旧した。翌日の読売新聞の見出しには「ヘビTV画像を飲む」と書かれた。
- 2007年11月ごろ[いつ?] J:COM 神戸・三木[249]
  - 兵庫県のCATV局・J:COM 神戸・三木の回線が切れ、J:COMと契約している神戸市の利用者ほぼ全域で見られなくなるという事態が発生した。西区にあるJ:COMの基幹ケーブルが切られたためで、犯人はのちに逮捕された。約2時間後、一部でサービスが再開されたが、全域の復旧までには約8時間かかった。
- 2022年10月10日 東日本放送『帰れマンデー見っけ隊!!』3時間スペシャル[250][251]
  - 同日21時頃、東日本放送のテレビ放送が映らなくなるトラブルが複数回発生した。同局や東北電力ネットワークによると、同時刻前後に同局送信所のある宮城県仙台市太白区の電柱上のスイッチに不具合があり、周辺の住宅において断続的に停電が発生していたことから、「停電の影響で電圧が不安定な状態が続いていたため」と説明[252][253]。また、緊急時に備えた予備電源の切り替えも正常に機能しなかったことも原因としている[250]。
  - 通常、放送事故が起きた場合は後日に再放送が行われるが、今回の場合は権利上の問題でできないとされた[251]。

#### 不可抗力等による事故の対策
- 番組制作現場・設備における厳重なセキュリティ対策
- 予備電源の確保[8]

### 以上の原因が複合して起きた事故

#### ラジオの複合事故
- 1999年6月27日 アール・エフ・ラジオ日本『日曜競馬実況中継』[254]
  - 福島競馬場からの中継放送中に、川崎幸送信所の遠隔制御装置が故障して現場の音声が受けられなくなり、約90分にわたって放送が中断した。
  - 担当者が社外の2000年問題対策研修会に全員出払っていたため、早急に対応できなかった。ラジオ日本には抗議が殺到。郵政省などから厳重注意処分を受ける。[要出典]
- 2006年9月1日、26日など World Independent Networks Japan（WINJ）[255]
  - BSデジタルラジオ・WINJでは、2006年9月1日12時00分から15時40分頃にかけておよび、同月26日の12時から16時頃に長時間の無音状態が発生した。同局ではこの他にも短時間の放送事故が頻発していたことから、同年10月27日以降総務省の行政指導が再三行われるも、改善されなかった。
  - やがて、同年11月以降10か月間の放送休止状態に陥り、2007年11月に放送法に基づき、総務省の委託放送事業者認定取消し（いわゆる放送免許剥奪）により廃局となった。

#### テレビの複合事故
- 2019年12月29日 - 無期限 酒田ケーブルテレビ[256][257][258][259]
  - 同ケーブルテレビは、放送法の規定に基づく法人登記や電気通信設備変更登録を怠っていたことや、それらの設備が技術基準に不適合であったことから、同年11月27日に総務省東北総合通信局による立ち入り検査、12月26日に行政指導を受けていた。その間、山形地方法務局により、12月11日付で運営会社のみなし解散措置がとられた。そのような状況であったにもかかわらず、同ケーブルテレビは再送信事業を継続していた。そんな中の12月29日、送信所を置いていた山形県酒田市の雑居ビルの全館で突如電力供給が停止したことで、再送信が不能になり、約60世帯でテレビの視聴ができなくなった。そのまま復旧が行われず、ビル自体が放置された状態となり、さらに翌年1月には、同ケーブルテレビ唯一の従業員であった運営会社社長が死去。行政処分の対象が人格的にも物理的にも消失したことから、放送法に基づく放送事業の登録認定取り消しが（事業引き継ぎを申し出る法人が今後現れない限りは）事実上不可能になり、定義上の「停波」の状態がこのまま継続する見込みである。